# Semana Santa en Moguer
La Semana Santa de la ciudad de Moguer es una celebración religiosa católica que comprende al periodo sagrado del cristianismo que transcurre desde el Domingo de Ramos hasta el Domingo de Resurrección. La Semana Santa es uno de los acontecimientos más importantes de la vida pública de la ciudad, junto con la Romería y la Velada en honor a la patrona la Virgen de Montemayor. Se celebra todos los años, siendo el Domingo de Resurrección el primer Domingo posterior al primer plenilunio de la primavera.
Su riqueza artística e iconográfica sitúa la semana mayor moguereña, junto a la Semana Santa en Huelva y la Semana Santa de Ayamonte, como las más importantes de la provincia de Huelva. Actualmente realizan estación de penitencia ocho cofradías: El Domingo de Ramos procesiona la Hdad. de la Borriquita, el Lunes Santo la Hdad. del Cristo de los Remedios, el Martes Santo la Hdad. del Cristo de la Sangre, el Miércoles la Hdad. del Cristo de la Victoria, el Jueves Santo la Hdad. de la Oración en el Huerto, el Viernes Santo en la Madrugrada la Hdad. de Padre Jesus y por la tarde la Hdad. de la Veracruz, y el Sábado Santo la Hdad. del Santo Entierro. Cada hermandad tiene su propio recorrido procesional, pero todas pasan por la carrera oficial situada en la plaza de las Monjas.
Durante la Guerra Civil, fueron quemadas la mayoría de los imágenes de las hermandades más antiguas actuales, y de otras que desaparecieron. Con ello desaparecieron imágenes de enorme valor artístico, y gran arraigo entre la población.
Desde el 30 de marzo de 2011 está constituida la Unión de Cofradías de Moguer que aglutina a todas las Hermandades de Penitencia y Gloria de la ciudad. Está formada por cinco miembros.

## Hermandades/cofradías

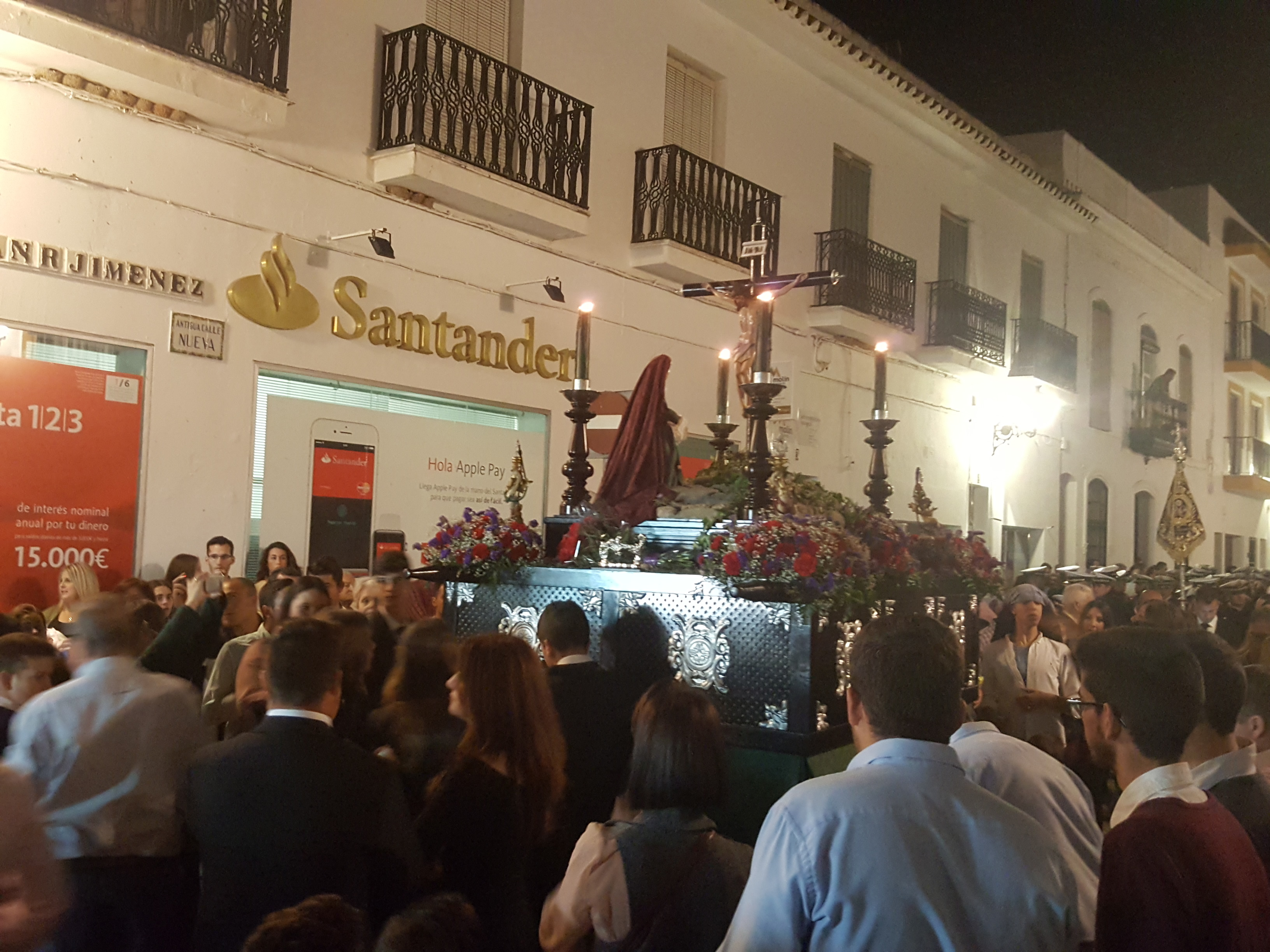
Desfile de la Hdad. de los Niños

El sábado previo al Domingo de Ramos, y como antesala a la Semana grande Moguereña, procesiona por las calles del casco histórico, una agrupación de niños cofrades, conocidos como la "Hermandad de los Niños", aunque en realidad no se trata de una Hermandad, sino de un colectivo formados por niños y padres que desde el año 2014 organizan esa pintoresca salida procesional.
El cortejo procesional consta de dos pasos, el primero es el "Cristo de los Niños", acompañado por una banda de tambores y cornetas, y el segundo es un paso de palio de la "Virgen del Amor", que sale acompañada de una banda de música. Ambos pasos son portados por niños costaleros. El desfile se completa con el acompañamiento de numerosos niños vestidos con trajes los niños, y de mantilla las niñas.  
El Domingo de Resurrección se celebra el tradicional "Domingo de borregos", en el que las hermandades hacen sorteos de borregos vivos, para recaudar dinero que sufraguen los gastos de los desfiles procesionales. Con los años, y debido a los cambios sociales, algunas hermandades han cambiado los premios a jamones y otras premios.
En Moguer procesiona durante la Semana Santa ocho hermandades distribuidas y caracterizadas de la siguiente forma:

### Domingo de Ramos
Ilustre y Franciscana Hermandad y Cofradía de Nazarenos de la Triunfal Entrada de Jesús en Jerusalén y María Santísima de la Esperanza.

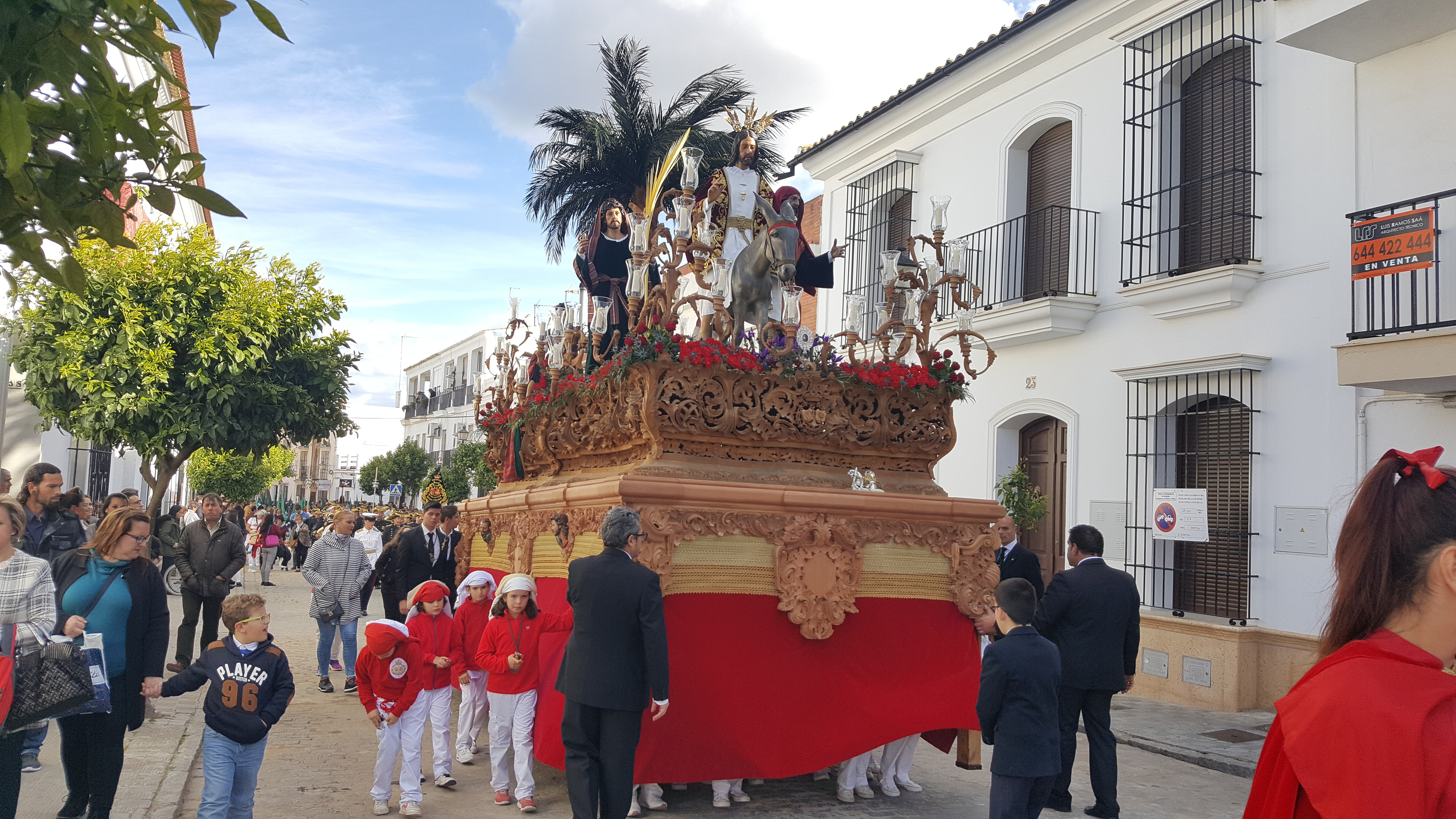
Paso Borriquita en procesión

- Conocida popularmente como "La Borriquita".
- Fundada el año 1952.
- Sede: Convento de San Francisco.
- Horario procesional: 18:00 hasta las 23/00 horas.
- Penitentes: Las túnicas son blancas con botonadura, cíngulo, capa y antifaz rojo o verde, según se acompañe al Stmo. Cristo del Amor o a María Santísima de la Esperanza. En ambos casos el escudo debe ir en el antifaz, a la altura del pecho.
- Imágenes: Fue el imaginero Joaquín Moreno Daza el autor de las imágenes del Cristo sobre el asno y de la Virgen de la Esperanza, en el año 1942. Antonio León Ortega restauró en 1963 la imagen de la Virgen de la Esperanza, y en el año 1963 realizó un nuevo rostro para la Imagen del Cristo del Amor. El resto de imágenes que acompañan a la borriquita fueron realizadas en 2004 por Elías Rodríguez Picón.
- Pasos: La procesión consta de 2 pasos. El primer paso porta a Jesús montado en una borriquita acompañado por los apóstoles Juan y Pedro, dos niños jugando con un pequeño burrito y cierra la iconografía una palmera. El segundo paso porta a María Santísima de la Esperanza bajo palio.

Desde el año 1981 se realiza el "Pregón de la Levantá", que marca el inicio de la Semana Mayor Moguereña.

### Lunes Santo
Hermandad y Cofradía de Nazarenos del Santo Cristo de los Remedios y Nuestra Señora del Santo Rosario.

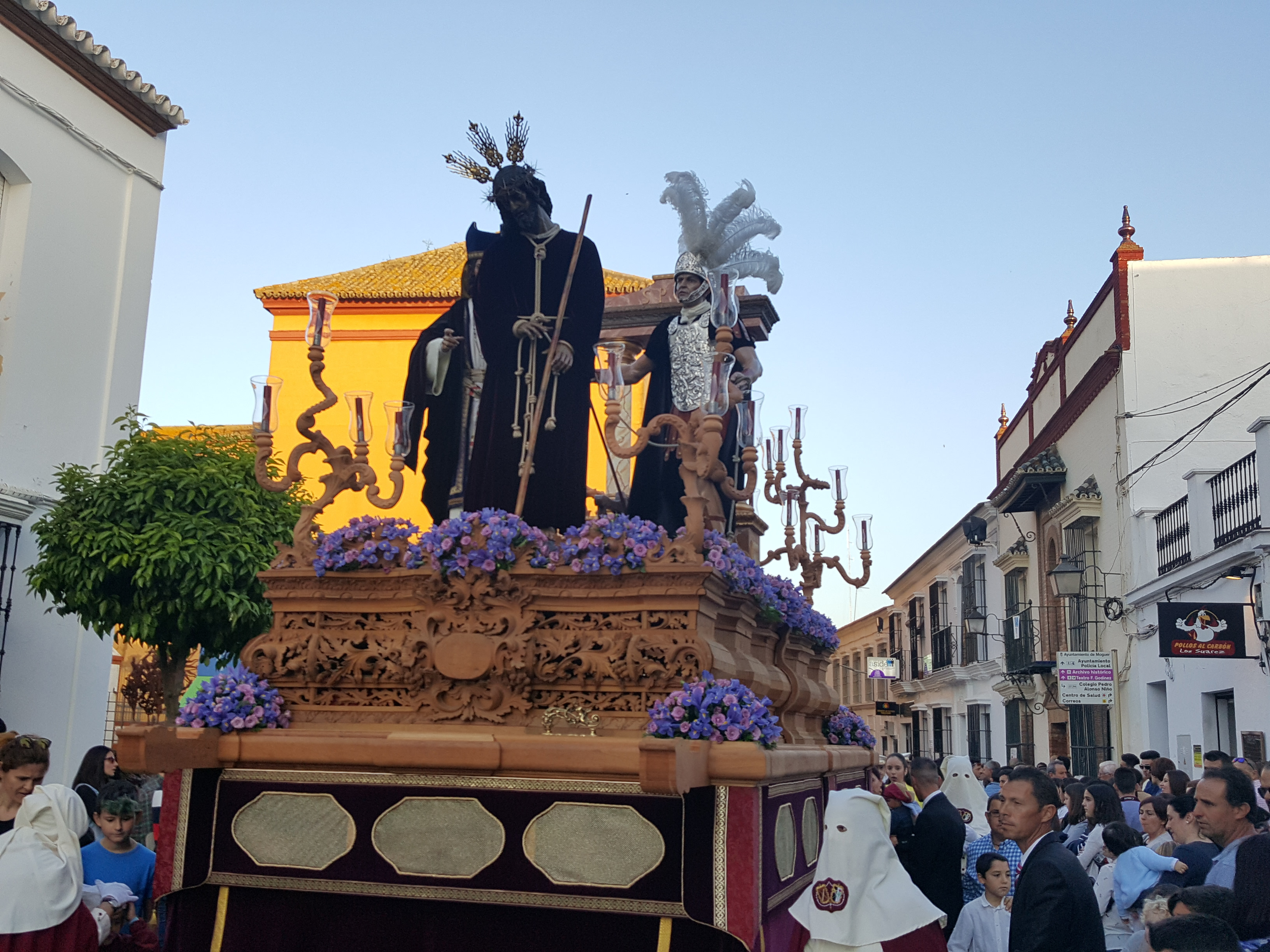
Paso Cristo de los Remedios en procesión

- Conocida popularmente como "Hermandad del Cristo de los Remedios y la Virgen del Rosario".
- Fundada el 13 de enero de 1577, la primitiva Hermandad del Rosario. El Cristo de los Remedios el año 1697. Reorganizada en el año 1999.
- Sede: Convento de San Francisco.
- Horario procesional: 19:30 hasta las 00 horas aproximadamente.
- Penitentes: Las túnicas y antifaz son marfil, la capa de color burdeos y el cíngulo de cuerda. El escudo se sitúa en el antifaz, a la altura del pecho.
- Imágenes: Las actual imagen del Cristo de los Remedios fue realizada, en 1998. La imagen de Nuestra Señora del Santo Rosario es de 1993, y fue realizada por Valentín Díaz Delgado y José Manuel Picón. El sumo sacerdote es obra de José María Leal Bernáldez (2006).
- Pasos: La procesión consta de 2 pasos. El primer paso porta el Santo Cristo de los Remedios acompañado por un guardia romano y el sumo sacerdote. El segundo paso porta a Nuestra Señora del Santo Rosario.

El Cristo de los Remedios estuvo, desde su aparición el 23 de diciembre de 1560, muy vinculado a los barrios y gentes de la mar. Durante el primer cuarto del siglo XX, la antigua hermandad del Rosario, procesionaba el Domingo de Ramos, hasta que se quemaron las imágenes en la Guerra Civil. La nueva Hermandad reorganizada hizo su primera salida procesional el año 2000 con el Cristo de los Remedios; ya en 2011 ha salido acompañando al Cristo, la virgen Nuestra Señora del Santo Rosario.

### Martes Santo
Real, Antigua, Venerable, Fervorosa, Muy Humilde y Franciscana Hermandad y Cofradía de Nazarenos del Santísimo Cristo de la Encarnación.

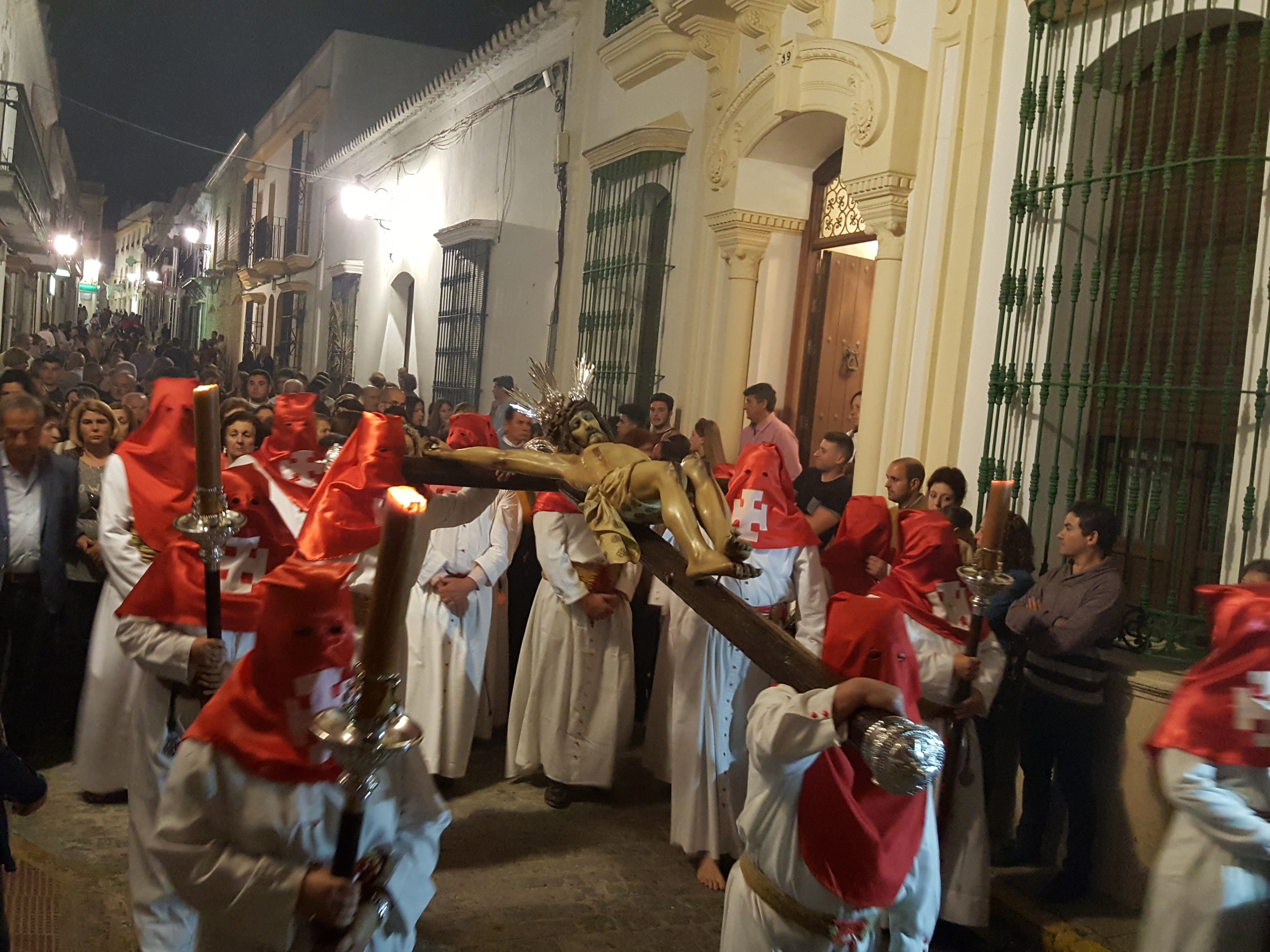
Procesión de la hermandad

- Conocida popularmente como "El Cristo de la Sangre".
- Fundada en el siglo XV.
- Sede: Capilla del Hospital del Corpus Christi, actualmente reside en la iglesia de San Francisco.
- Horario procesional: 22:00 hasta las 00/01 horas.
- Penitentes: Las túnicas son blancas con botonadura, antifaz rojo caído y cinturón de esparto. El escudo va en el antifaz, a la altura del pecho.
- Imágenes: La actual talla del Cristo de la Sangre es del año 1941 y fue realizada en los Talleres de arte Cristiano de Olont (Barcelona).
- Pasos: El Cristo de la Sangre es portado por 3 penitentes en vía crucis.

El desfile procesional es de los más representativos de la Semana Santa Moguereña, caracterizado por el profundo silencio que acompaña al viacrucis, y porque los penitentes llevan los antifaces caídos, y en muchos casos en estación de penitencia con cadenas y portando cruces en sus hombros. La profunda devoción que la ciudadanía profesa a este cristo arranca del 29 de marzo de 1712, fecha en la que ocurrió un hecho insólito en la Capilla del Corpus Christi, según consta en testimonio notarial del archivo histórico: La imagen del crucificado que llaman de la Encarnación, “Cristo de la Sangre”, sudó sangre copiosamente, provocando la admiración y el crecimiento de la devoción popular, y el culto, hacia dicha advocación.

### Miércoles Santo
Real, Ilustre y Franciscana Cofradía de Nuestro Padre Jesús de la Victoria, María Santísima de la Paz y San Juan Evangelista

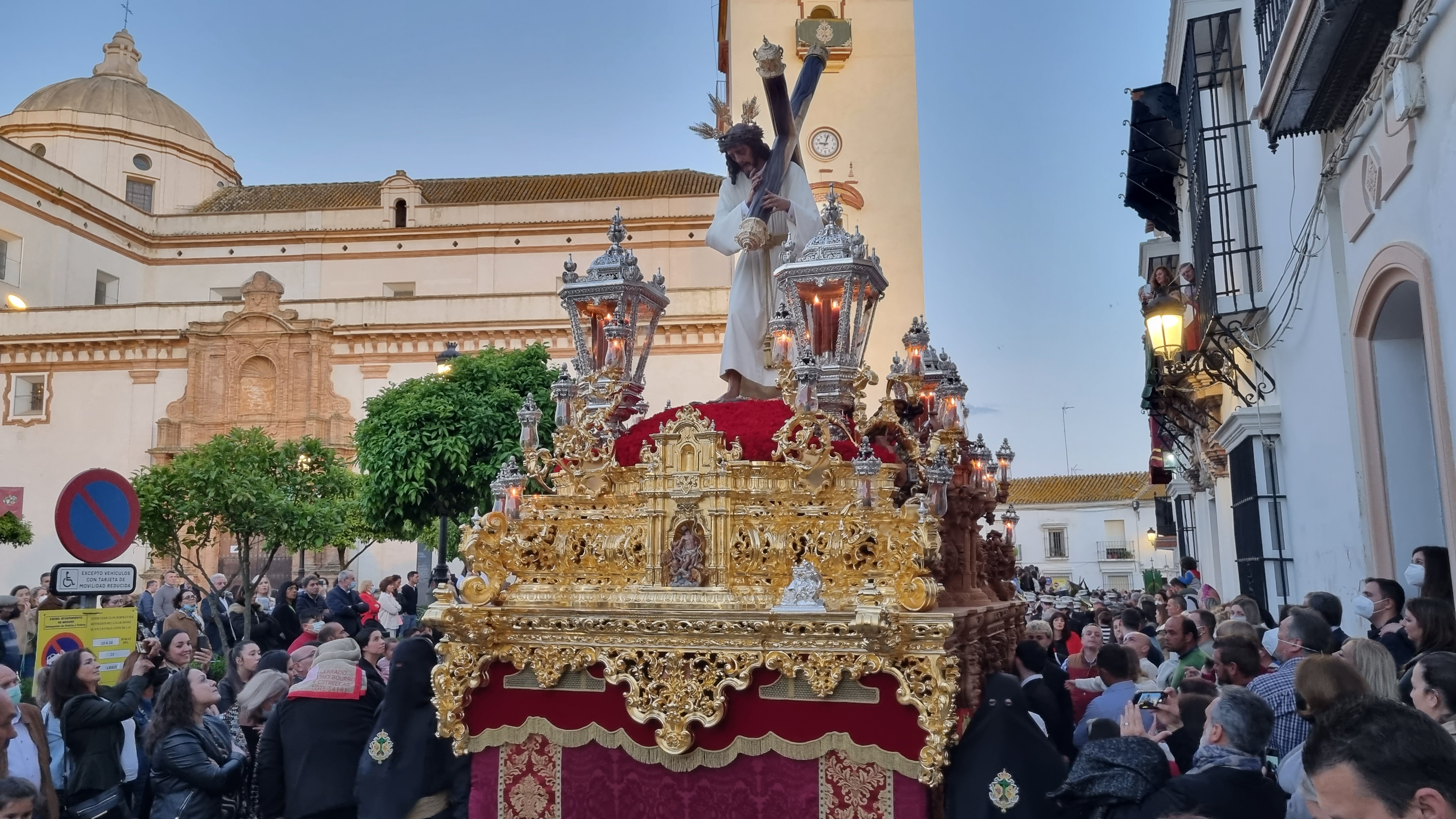
Paso del Cristo de la Victoria en procesión

- Conocida popularmente como "Hermandad del Cristo de la Victoria".
- Fundada en 1943.
- Sede: Parroquia de Nuestra Señora de la Granada.
- Horario procesional: 19:30 hasta las 00/00 horas.
- Penitentes: Las túnicas, cíngulo de esparto y antifaz negro. El escudo se sitúa en el antifaz, a la altura del pecho. Durante el siglo XX los penitentes vestían las túnicas blancas y antifaz verde olivo.
- Imágenes: Las nuevas imágenes son de Enrique Orce, Nuestro Padre Jesús de la Victoria es de 1943 y Nuestra Señora de la Paz de 1938.
- Pasos: La procesión consta de 2 pasos. El primer paso porta a Nuestro Padre Jesús de la Victoria. El segundo paso porta a María Santísima de la Paz y San Juan Evangelista bajo palio.

Su primera salida procesional se produjo en 1943 desde el Monasterio de Santa Clara. A partir de 1944 salió desde la restaurada Parroquia de Nuestra Señora de la Granada, donde situó su sede definitiva.

### Jueves Santo
Venerable Real y Franciscana Cofradía de Jóvenes Nazarenos del Santísimo Cristo del Amor en la Oración en el Huerto.

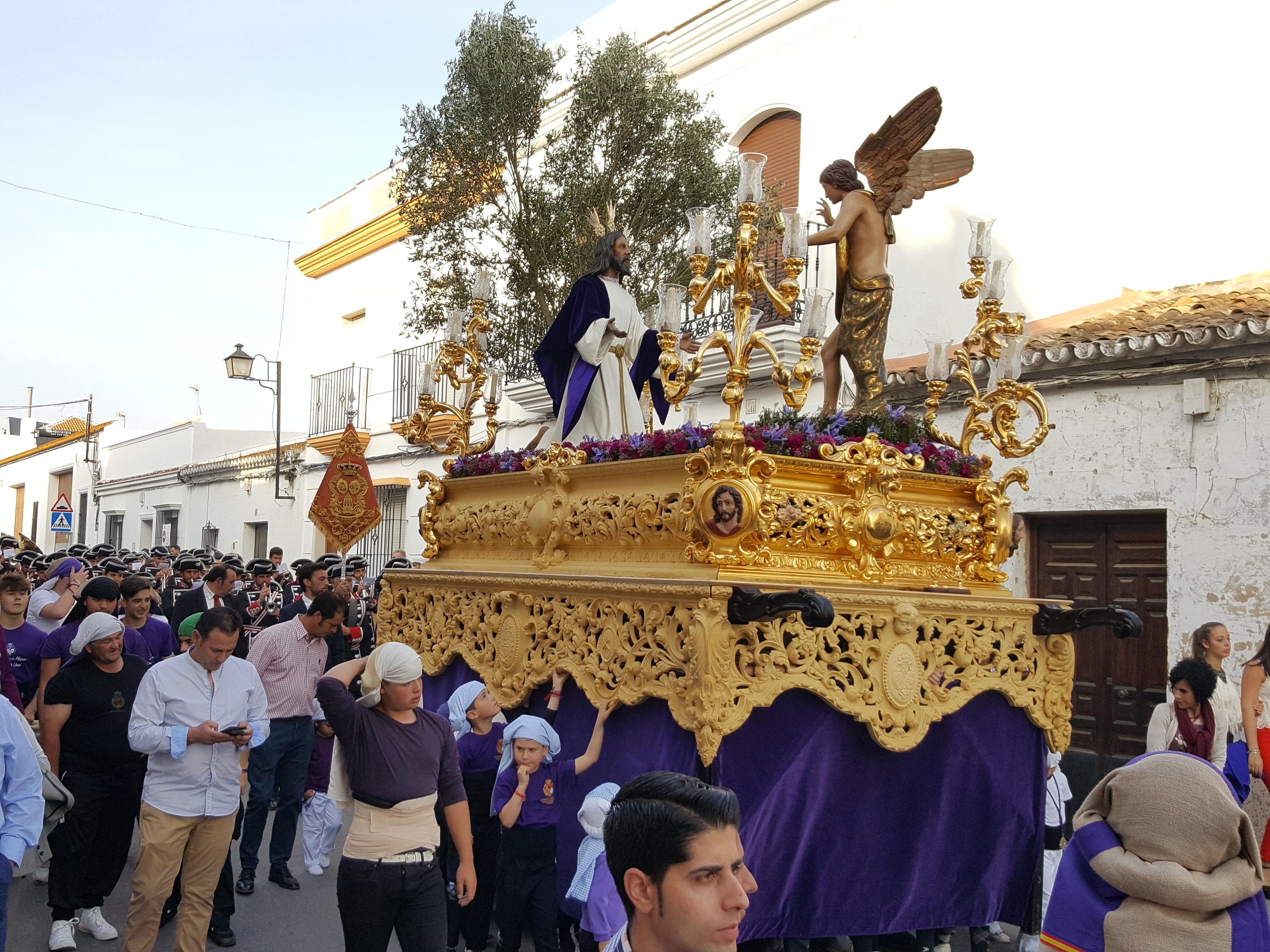
Paso Oración del Huerto en procesión

- Popularmente conocida como "La Oración del Huerto".
- Fundada en el año 1974.
- Sede: Ermita de San Sebastián.
- Horario procesional: 19:00 hasta las 23:30 horas.
- Penitentes: Las túnicas son azul cielo con botonadura, cíngulo, capa y antifaz de color morado. El escudo se sitúa en el antifaz, a la altura del pecho.
- Imágenes: Las imágenes del Cristo del Amor y el Querubín fueron realizadas en 1975 por Antonio León Ortega.
- Pasos: La procesión consta de 1 paso. El paso porta al Santísimo Cristo del Amor acompañado del Querubín y un olivo.

La primera salida procesional tuvo lugar en 1975. Esta hermandad se caracteriza porque sus penitentes son en su mayoría niños.

### Viernes Santo, Madrugá
Muy Antigua, Fervorosa, Real y Muy Ilustre Hermandad de Penitencia y Cofradía de Nuestro Padre Jesús Nazareno, Santísima Cruz de Jerusalén, Ntra. Sra. Madre de Dios de Gracia (Virgen de los Dolores) y San Juan Evangelista.

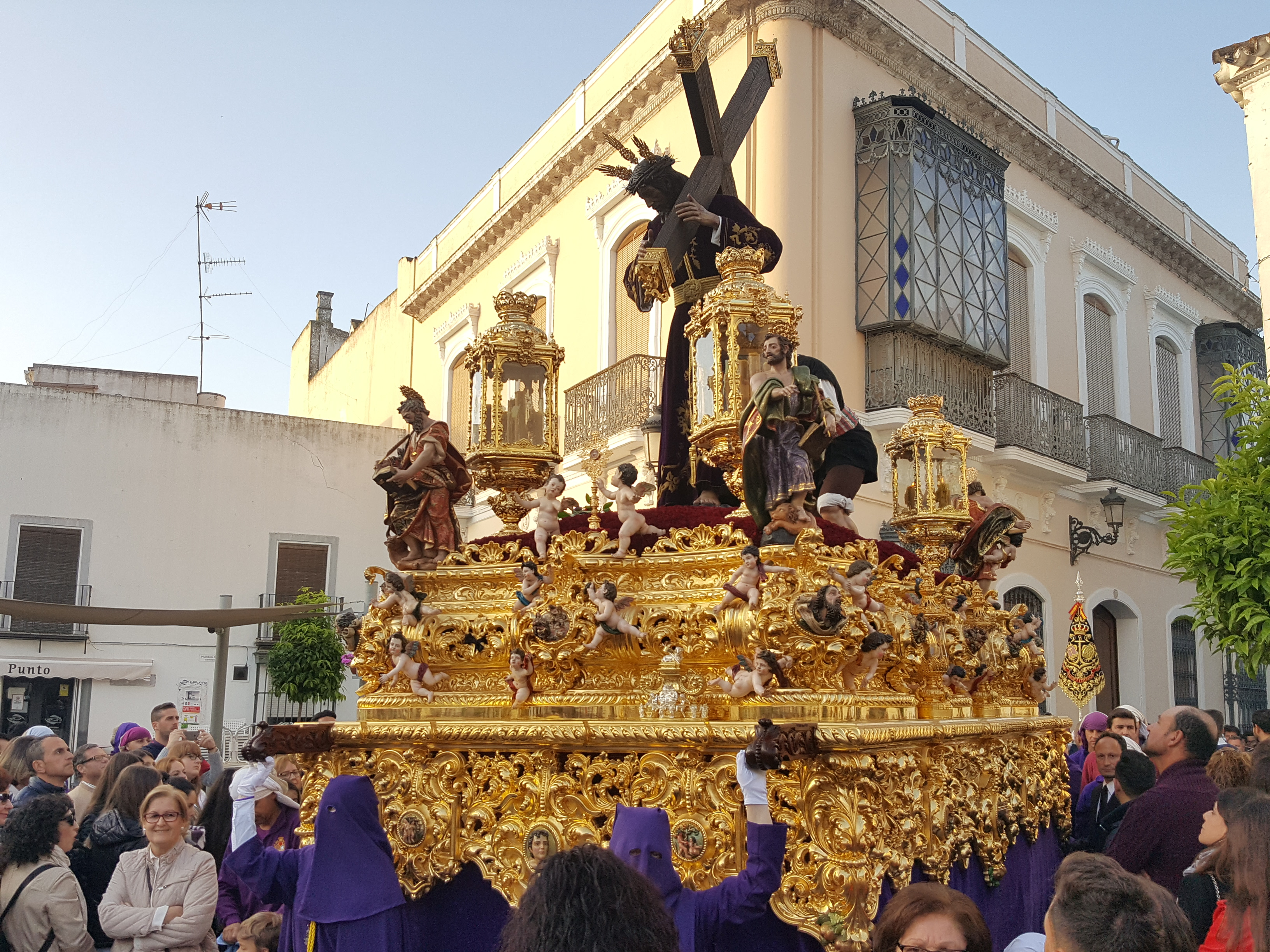
Paso Padre Jesús en procesión

- Popularmente conocida como "Padre Jesús".
- Fundada en el año 1671.
- Sede: Ermita de San Sebastián.
- Horario procesional: 04:00 hasta las 11/12 horas.
- Penitentes: Las túnicas, cíngulo, capa y antifaz son moradas. El escudo se sitúa en el antifaz, a la altura del pecho.
- Imágenes: La actual imagen de Padre Jesús, de Antonio León Ortega es del año 1940, y la de Nuestra Señora de Dios de Gracia -Virgen de los Dolores-, también de Antonio León Ortega es del año 1944. Las antiguas imágenes de la cofradía desaparecieron en la Guerra Civil.
- Pasos: La procesión consta de 2 pasos. El primer paso porta a Nuestro Padre Jesús Nazareno portando la cruz y cirineo ayudándole. El segundo paso porta a Ntra. Sra. Madre de Dios de Gracia (Virgen de los Dolores) bajo palio.

La Hermandad de Nuestro Padre Jesús estuvo muy vinculada en su origen, a los barrios y gentes del campo del municipio. Hay que destacar como otro hito relevante de la Semana Santa moguereña, la celebración del "Sermón". Este tiene su origen en el siglo XVII, fue suprimido durante los años la guerra civil y posteriores, y recuperado desde 1953.

### Viernes Santo
Muy Antigua, Fervorosa, Venerable, Real, Ilustre y Franciscana Hermandad del Santísimo Cristo de la Vera-Cruz y Ntra. Sra. de la Soledad.

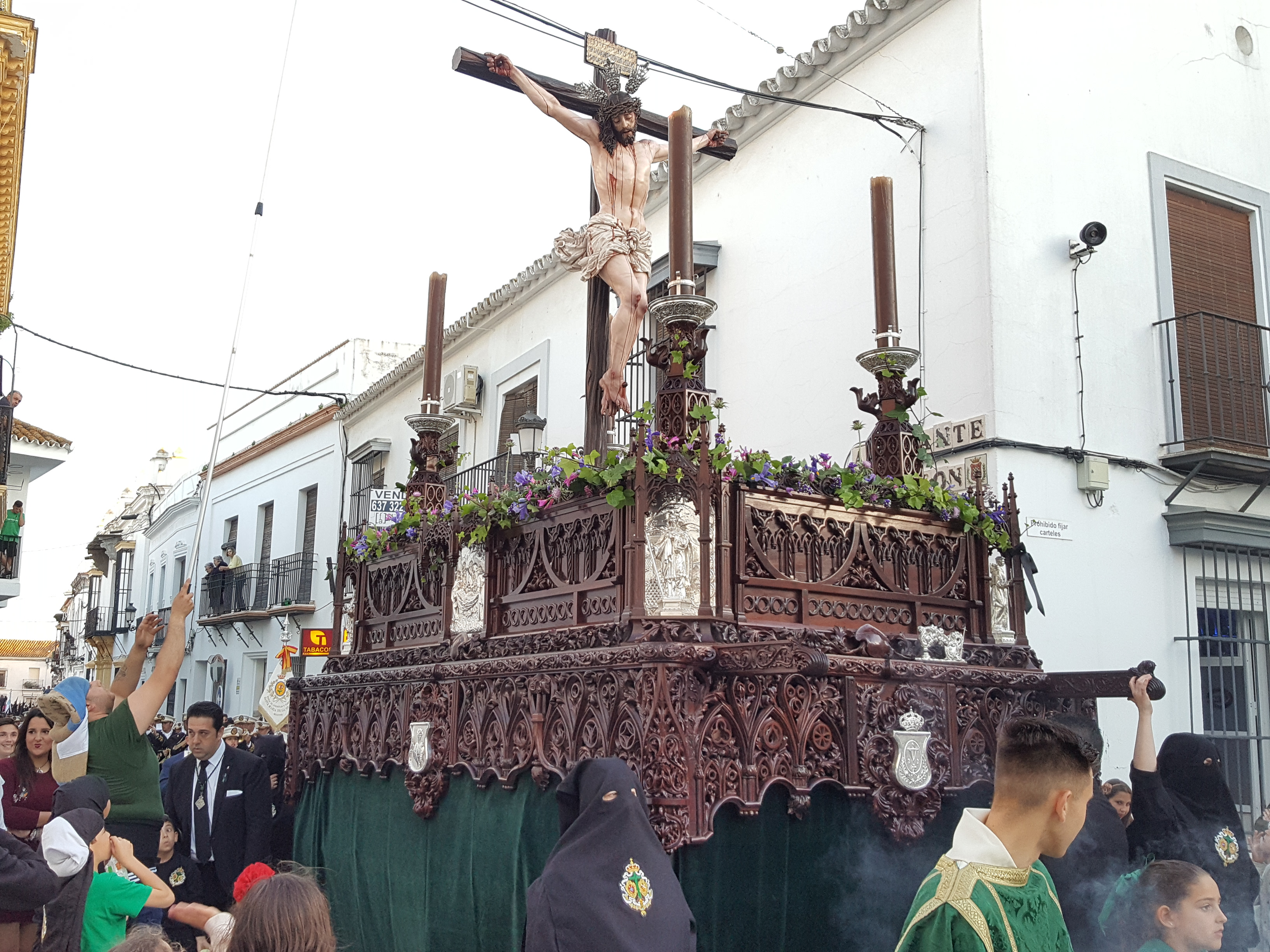
Paso Cristo de la Vera Cruz en procesión

- Popularmente conocida como "La Vera-Cruz".
- Fundada el 30 de abril de 1573 y reorganizada en el año 1792 y después en 1943.
- Horario procesional: 20:30 hasta las 00/01 horas.
- Sede:Parroquia de Nuestra Señora de la Granada.
- Penitentes: Las túnicas, cíngulo de esparto y antifaz negro. El escudo se sitúa en el antifaz, a la altura del pecho. Durante el siglo XX los penitentes vestían las túnicas blancas y antifaz verde olivo.
- Imágenes: El actual Cristo de la Vera-Cruz es una imagen realizada por Joaquín Moreno Daza en 1989. La Virgen de la Soledad es una imagen del año 1972. Las antiguas imágenes de la cofradía desaparecieron en la Guerra Civil.
- Pasos: La procesión consta de 2 pasos. El primer paso porta al Santísimo Cristo de la Vera-Cruz. El segundo paso porta a Ntra. Sra. de la Soledad bajo palio.

La primitiva hermandad se fusionó con la Hermandad del Santo Entierro en 1867. Tras la desaparición de sus titulares en la guerra civil, procesionó nuevamente el Viernes Santo de 1944, una vez adquirida la anterior imagen del Cristo de la Vera-Cruz.

### Sábado Santo
Fervorosa, Real e Ilustre Cofradía de Nazarenos del Santísimo Cristo de la Misericordia, Santísimo Cristo de la Paz Eterna y Nuestra Señora de la Encarnación en Soledad.

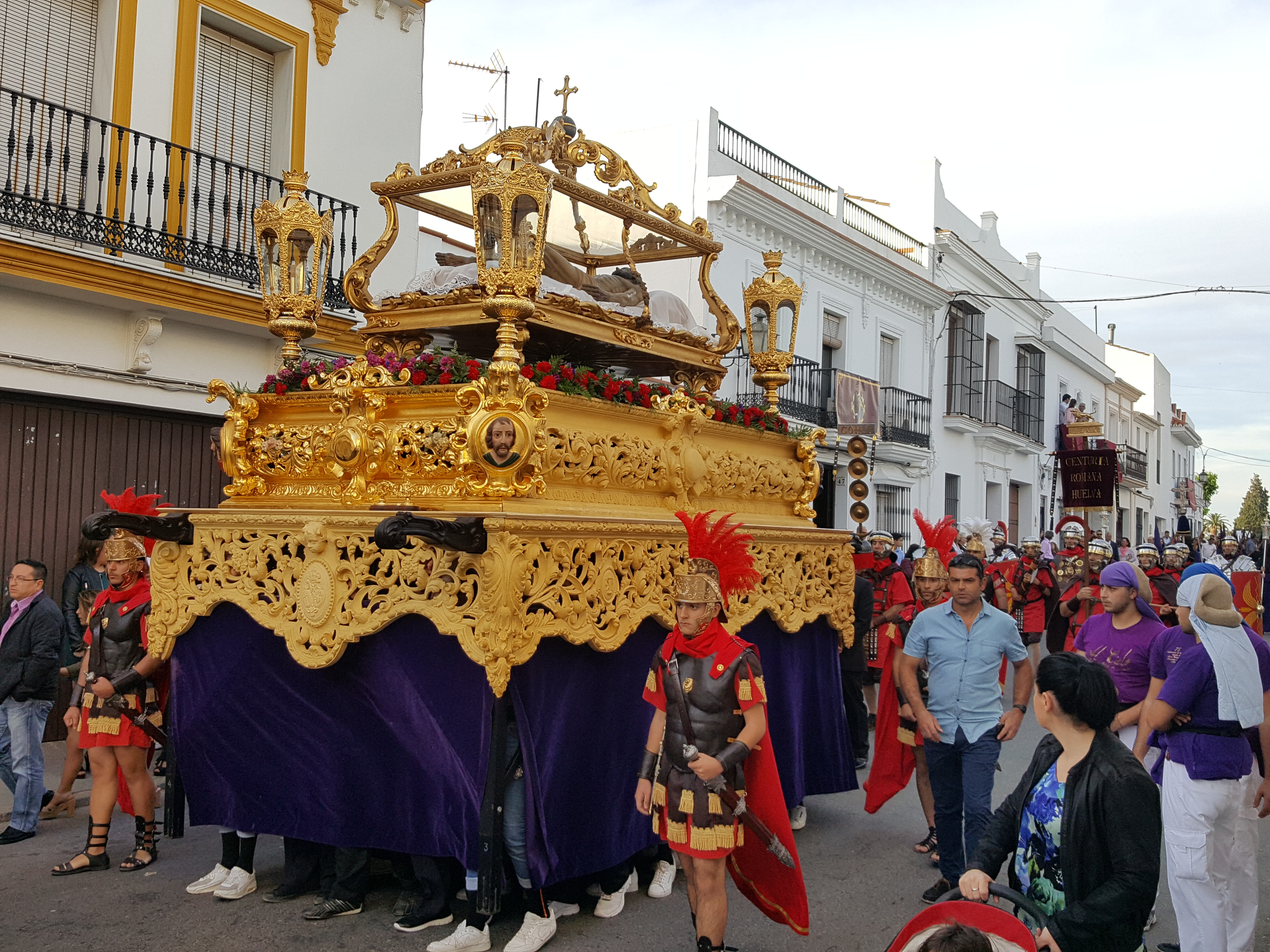
Paso Santo Entierro en procesión

- Popularmente conocida como "El Santo Entierro".
- Fundada en el año 1574.
- Sede: Ermita de San Sebastián.
- Horario procesional: 19:30 hasta las 00 horas.
- Penitentes: Las túnicas, cíngulo, capa y antifaz son moradas. El escudo se sitúa en el antifaz, a la altura del pecho.
- Imágenes: El Cristo de la Paz Eterna es obra de Antonio León Ortega (1961), el de la Misericordia es de Barbero de 1975 y la Virgen de la Encarnación es una talla anónima del siglo XVI.
- Pasos: La procesión consta de 3 pasos. El primer paso porta el Cristo de la Misericordia acompañado de la virgen María, María Magdalena y San Juan Evangelista. En el segundo al Santísimo Cristo de la Paz Eterna en su urna. El tercer paso porta a Nuestra Señora de la Encarnación en Soledad seguida de la cruz y dos escaleras.

La antigua hermandad del Santo Entierro se fusionó en 1867 con la hermandad de la Vera-Cruz, con la que se mantuvo hasta que las imágenes titulares fueron quemadas en la Guerra Civil. Volvió a procesionar en 1956, refundada en el seno de la Hdad. de Ntro. Padre Jesús Nazareno, una vez realizadas la nueva talla de Nuestra Señora de la Encarnación en Soledad.

## Galería imágenes desfiles procesionales

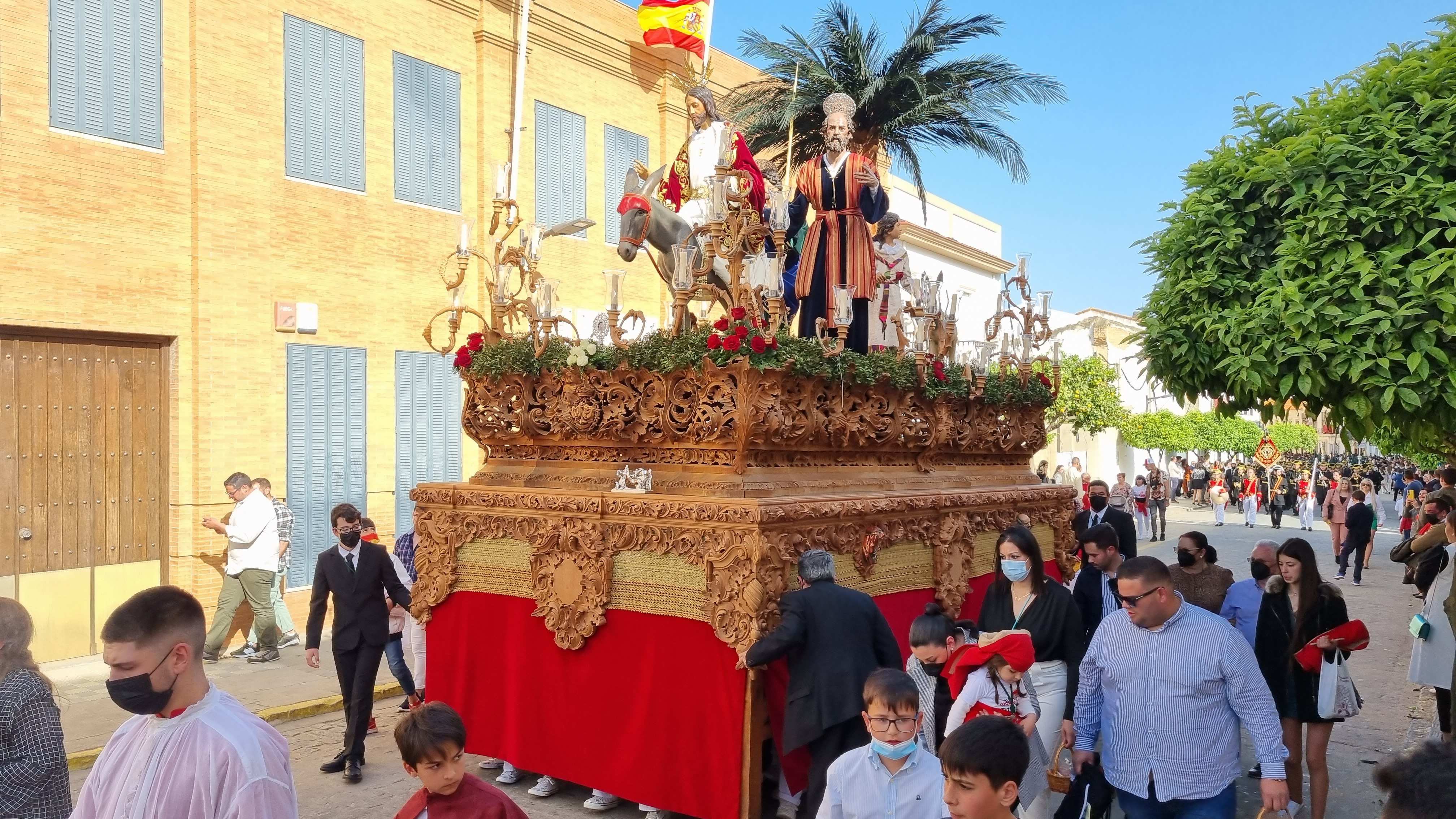
Hdad. Borriquita. Paso Borriquita.
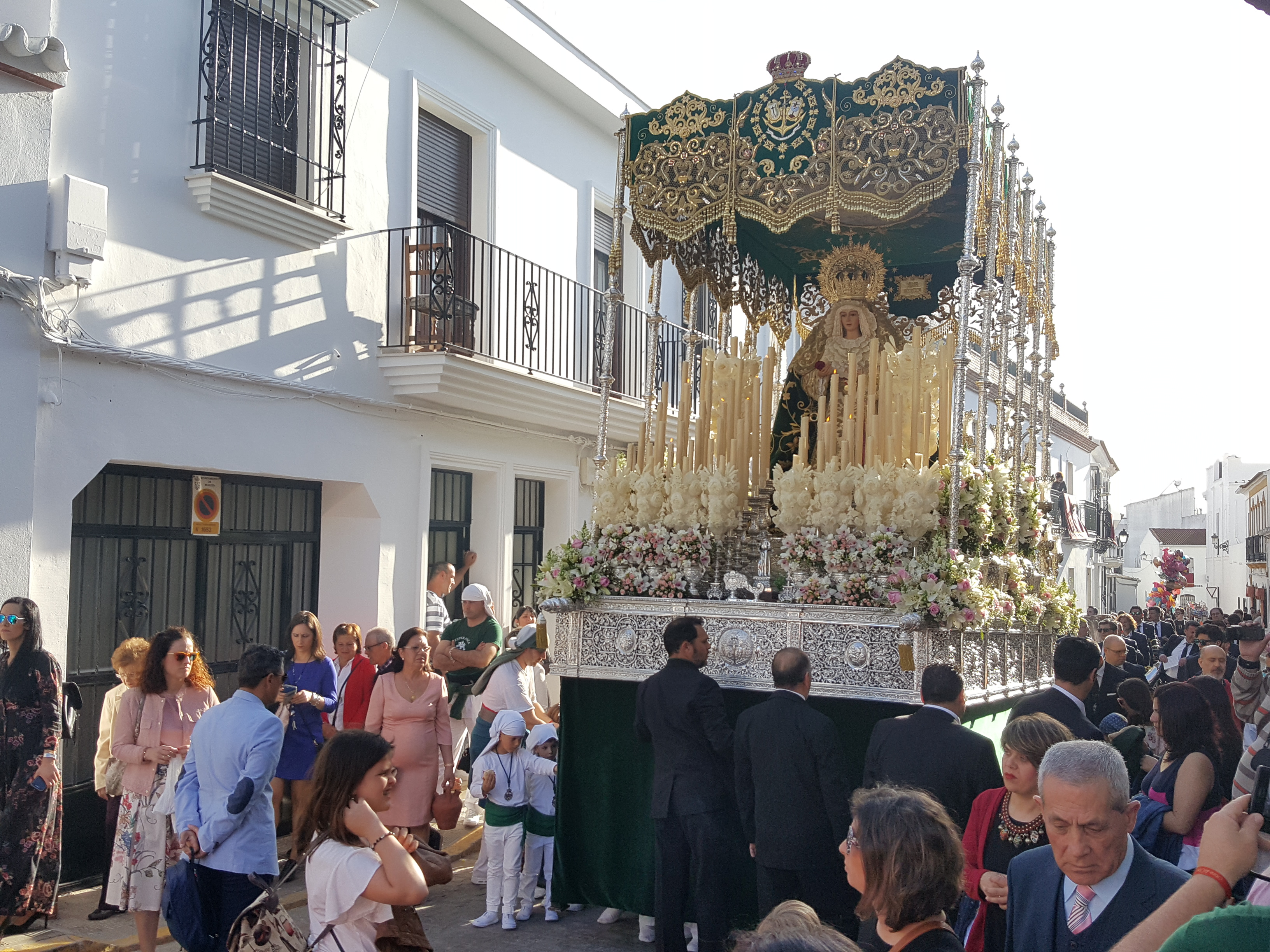
Hdad. Borriquita. Palio V. Esperanza.
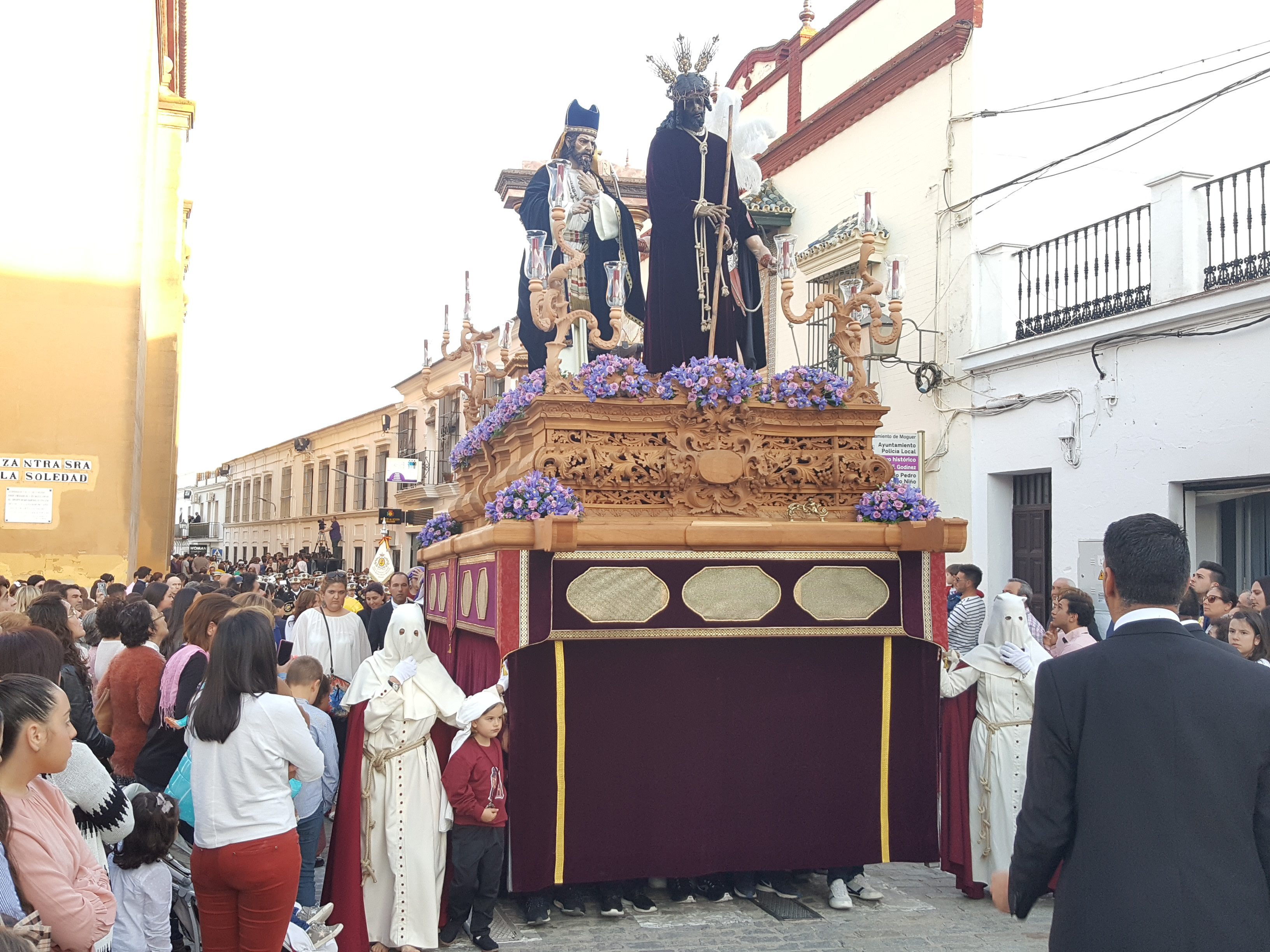
Hdad. Cautivo. Paso Cautivo.
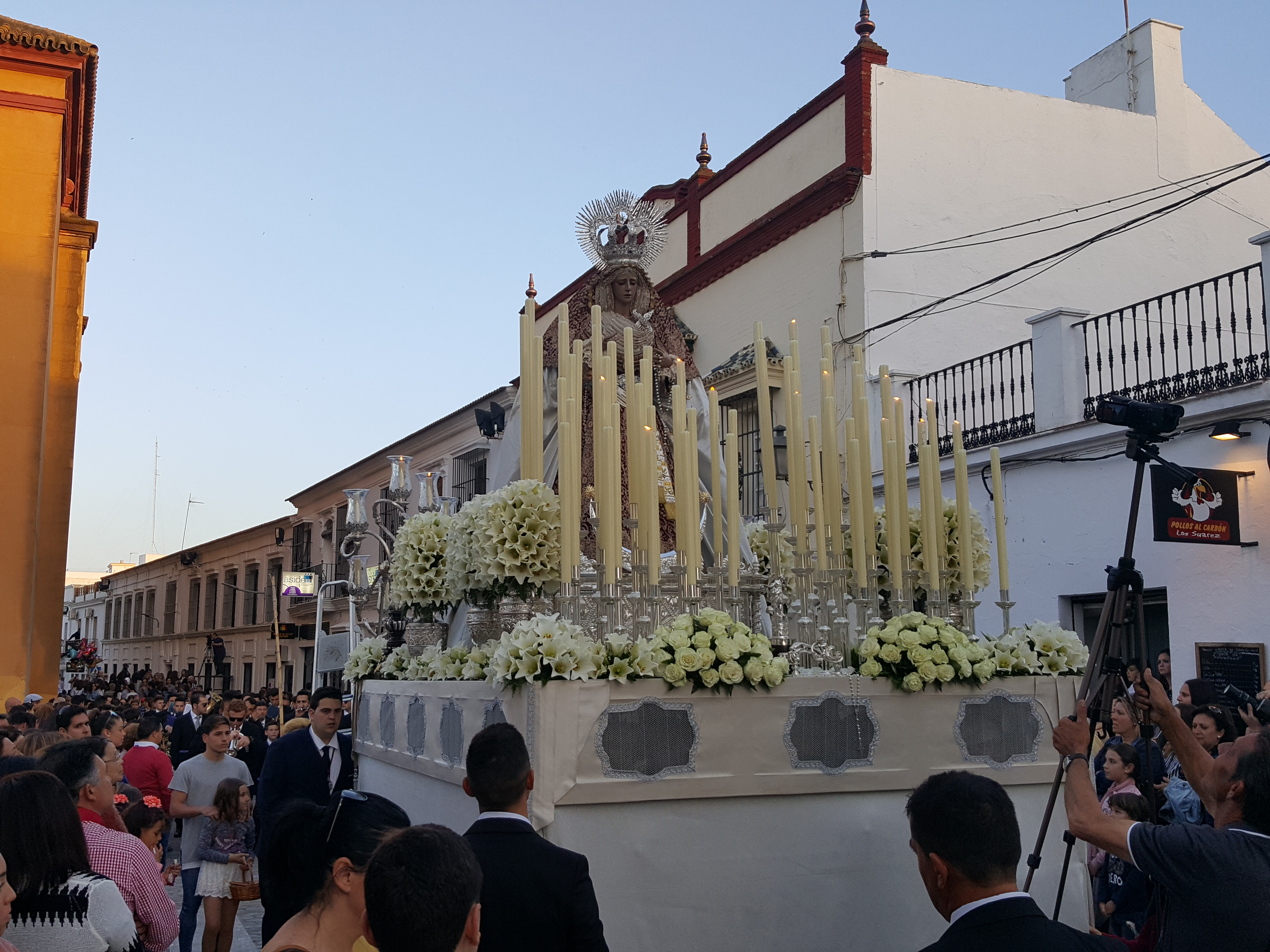
Hdad. Cautivo. Palio V. Rosario.
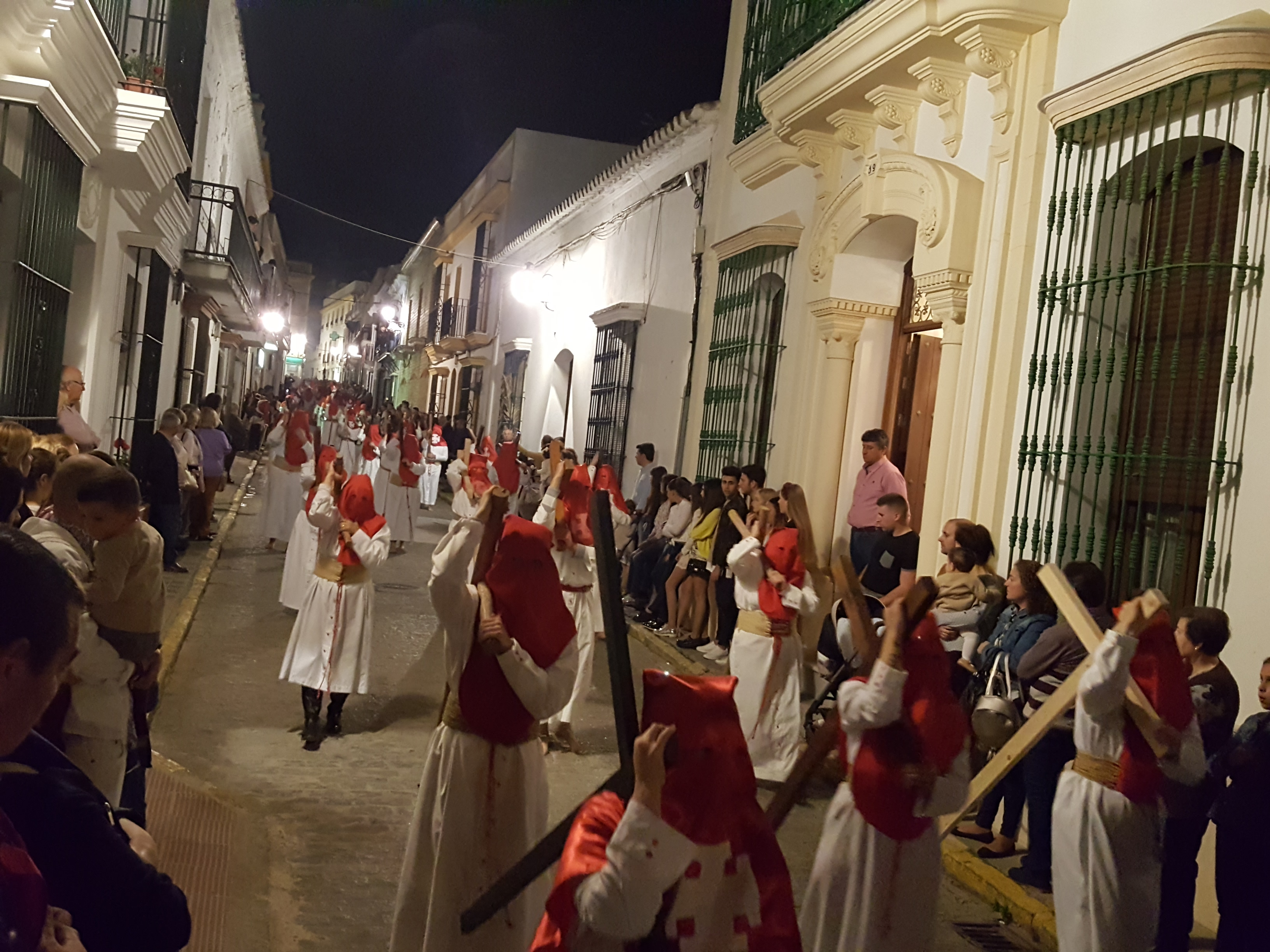
Hdad. Cristo Sangre. Desfile.
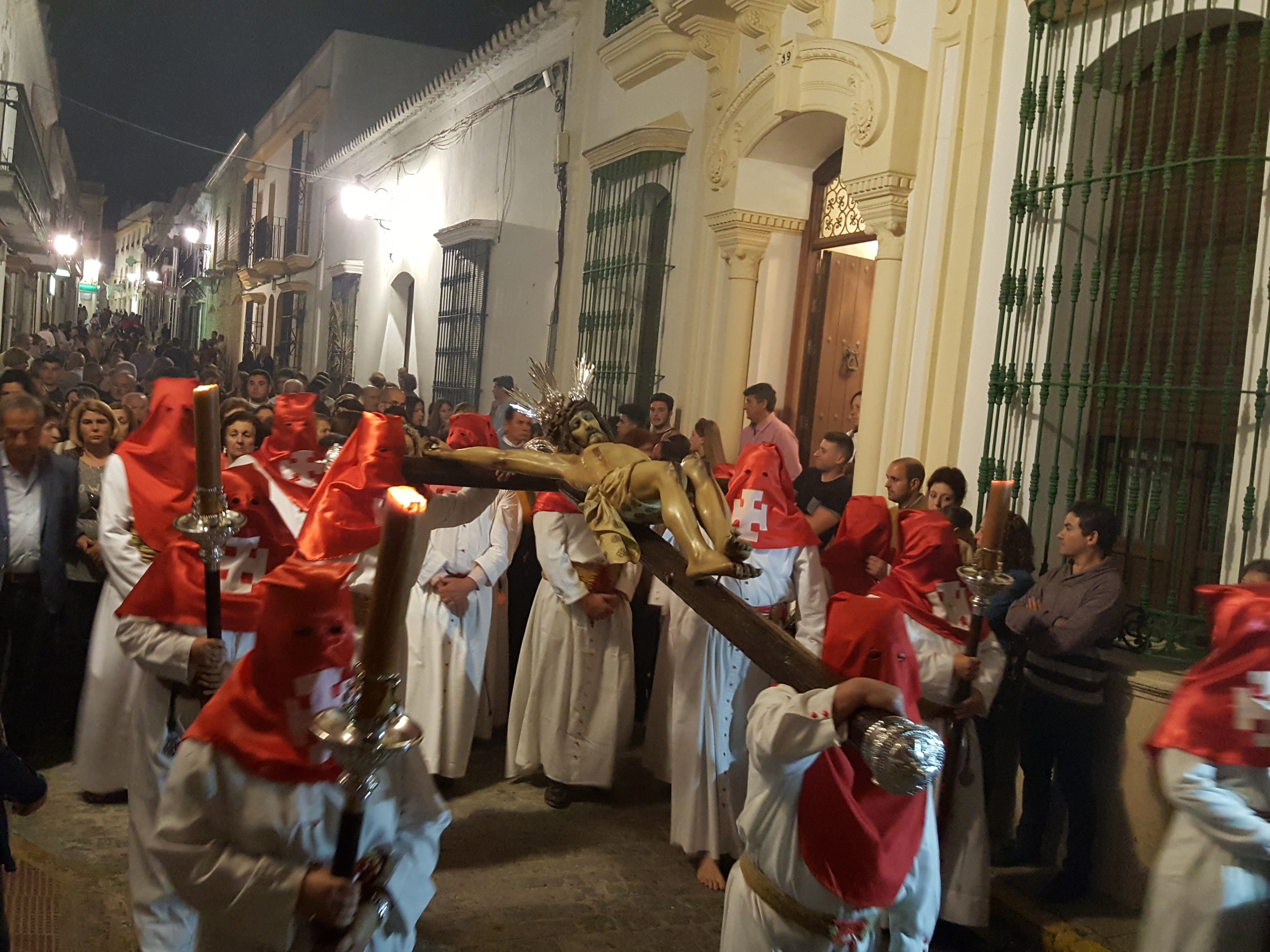
Hdad. Cristo Sangre. Cristo.
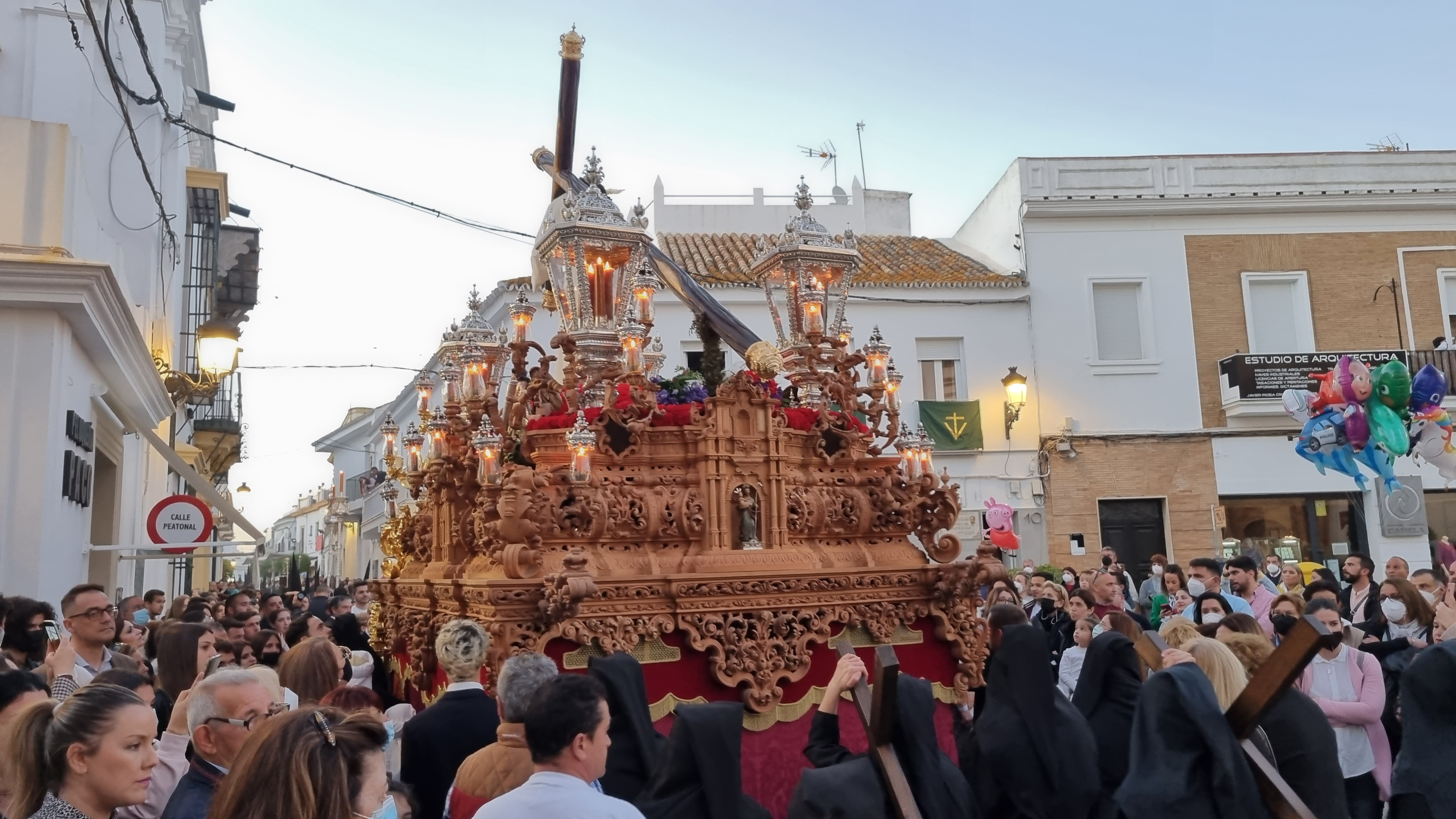
Hdad. Cristo Victoria. Paso Cristo.
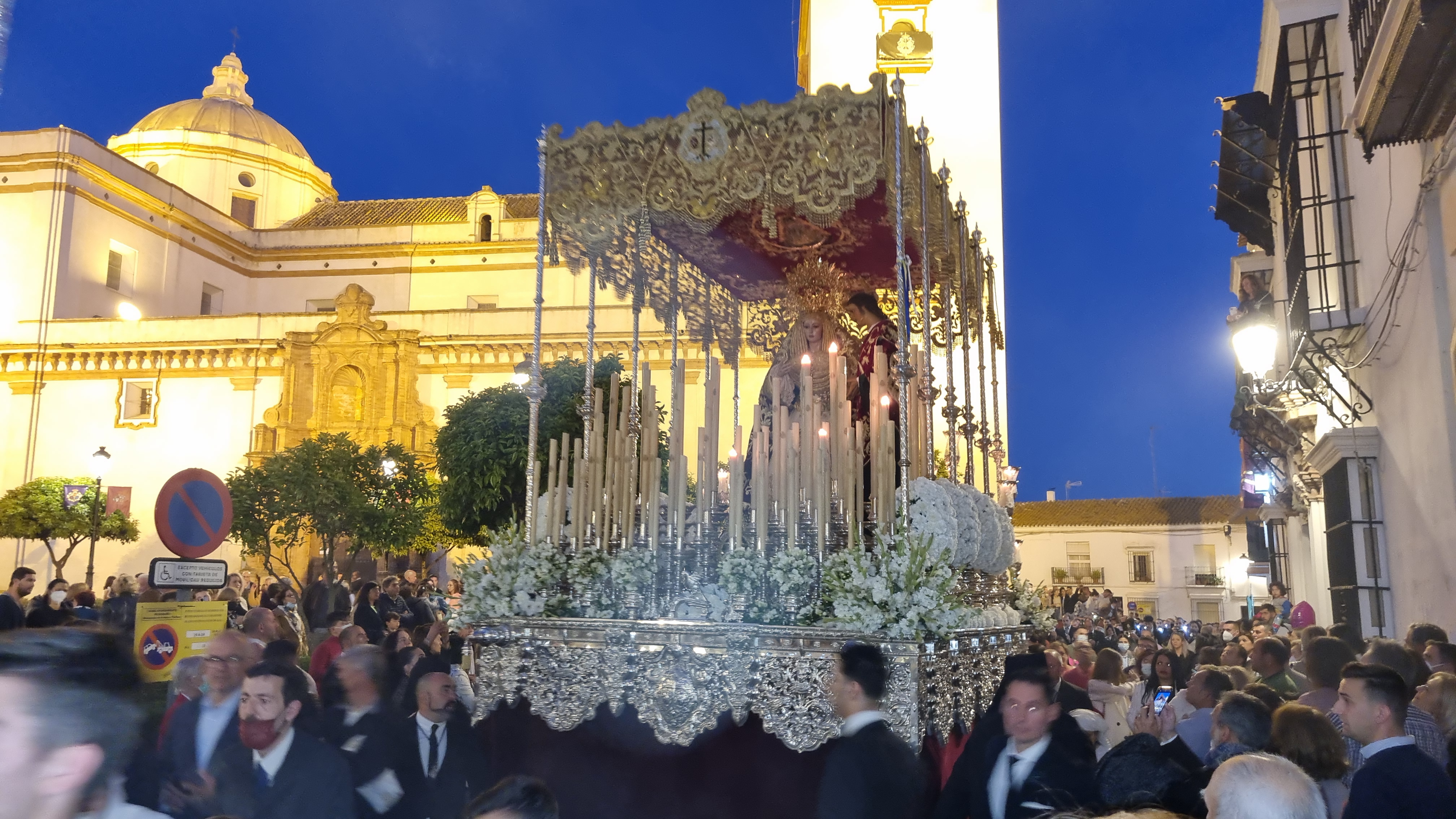
Hdad. Cristo Victoria. Palio V. Paz.
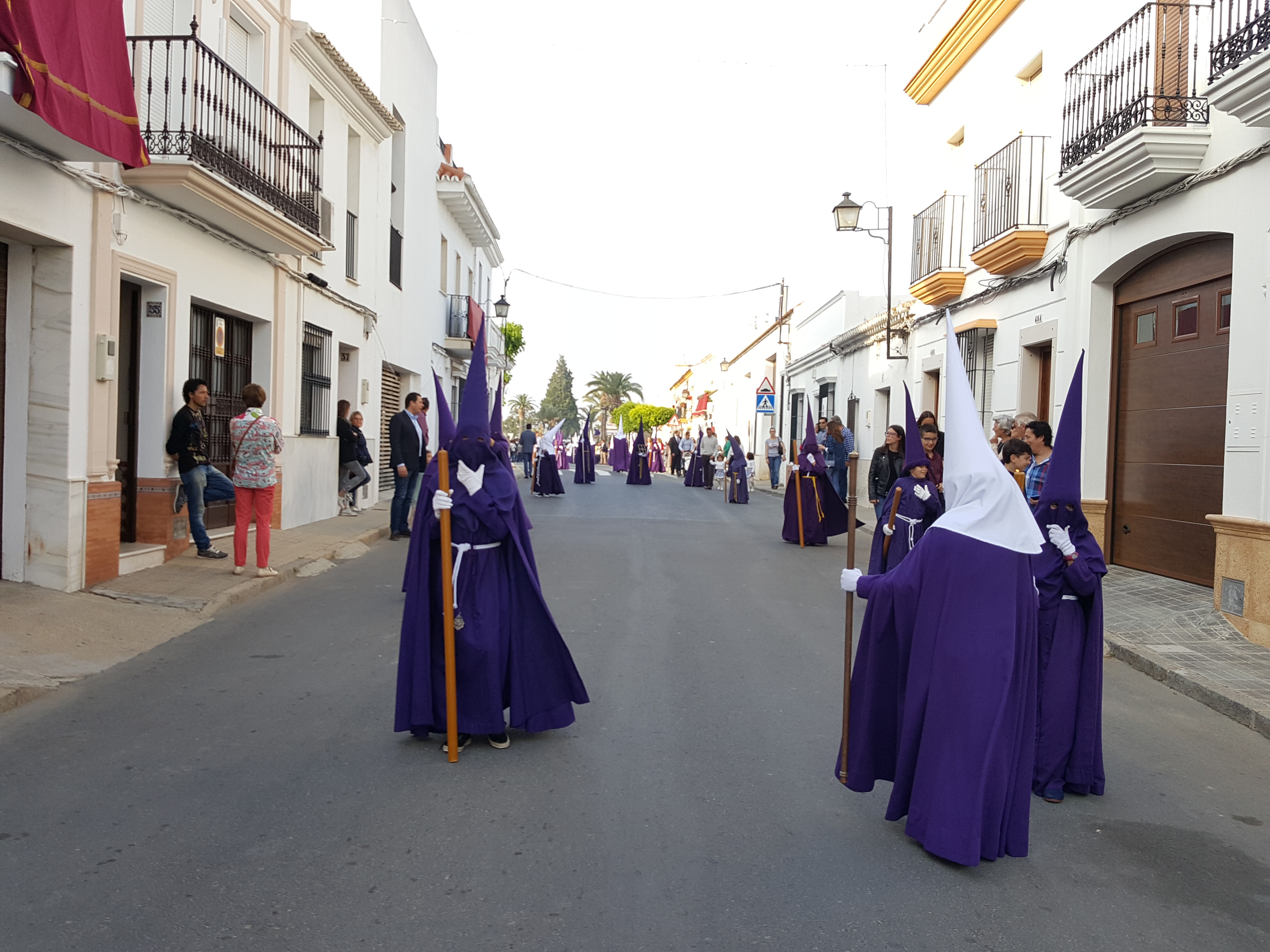
Hdad. Oración Huerto. Desfile.
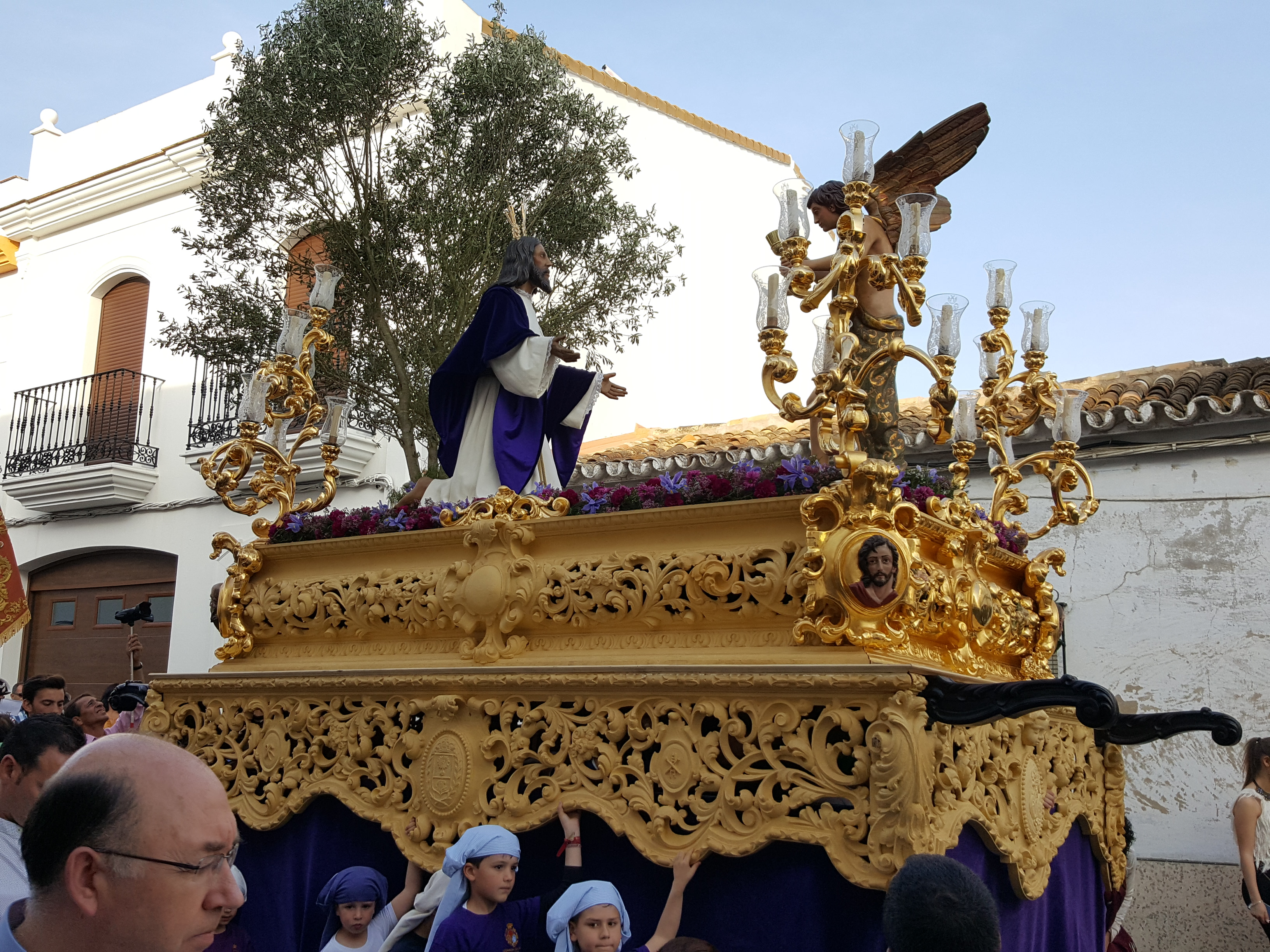
Hdad. Oración Huerto. Paso Huerto.
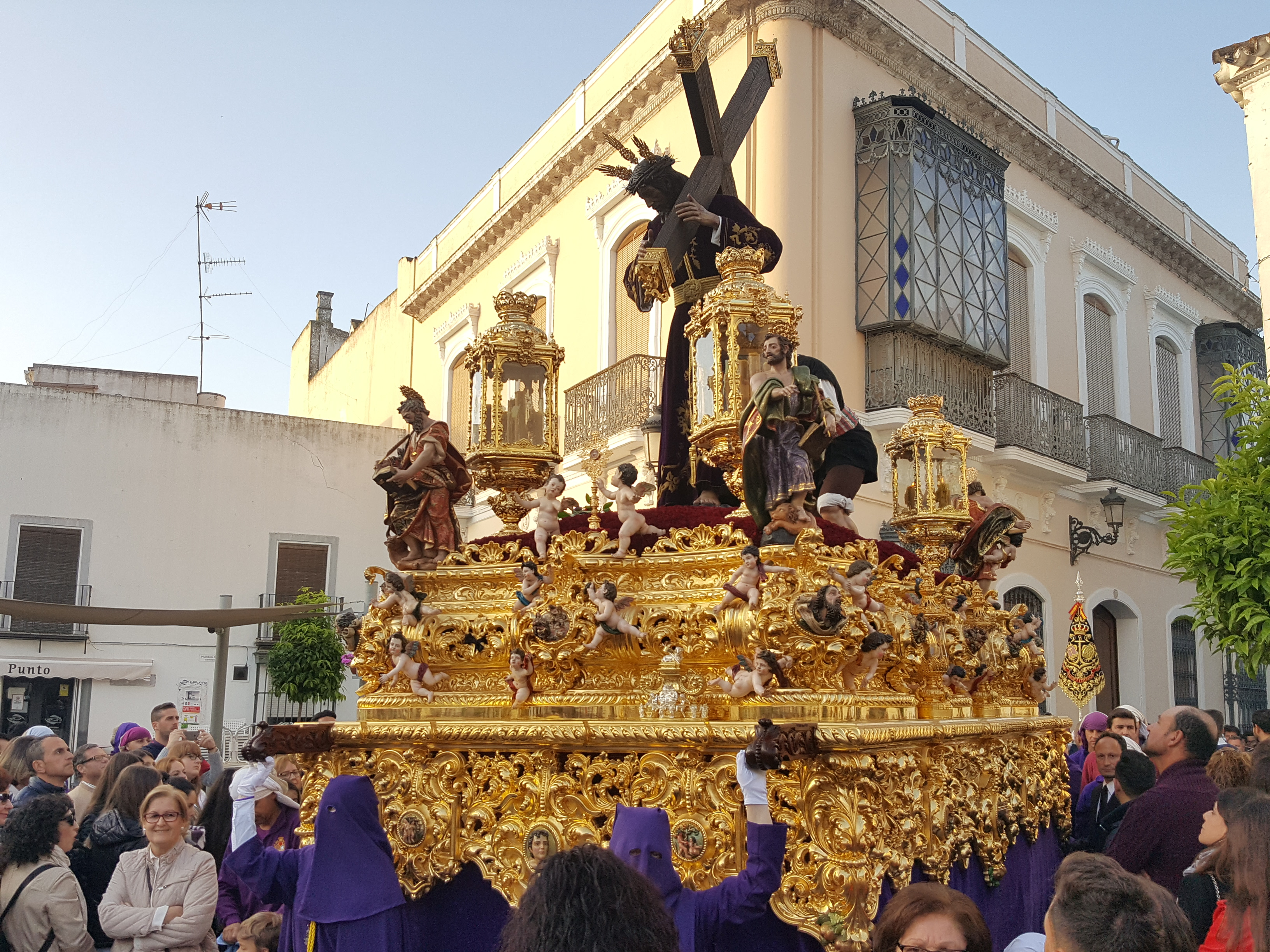
Hdad. Padre Jesús. Paso P. Jesús.
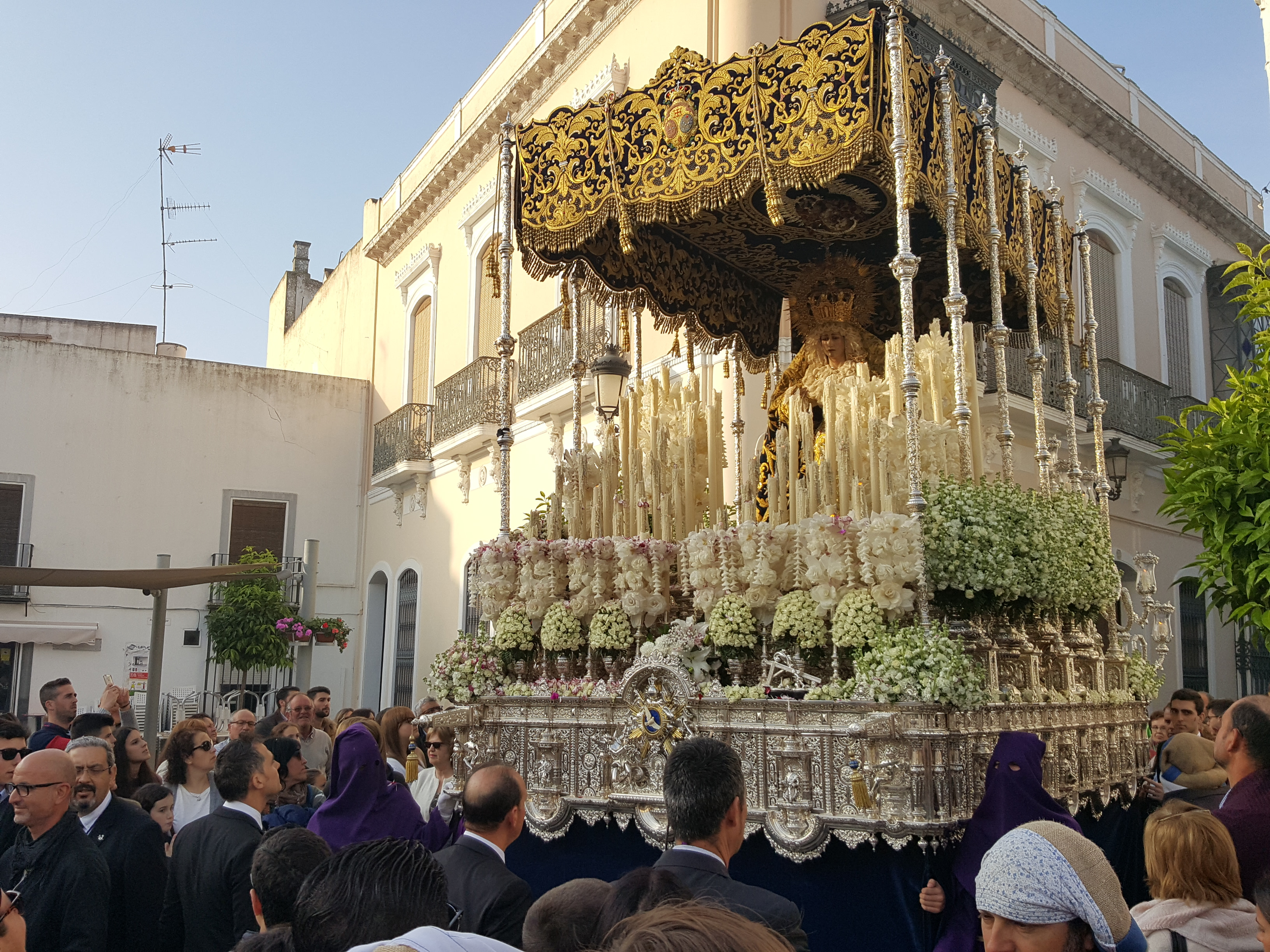
Hdad. Padre Jesús. Palio V. Dolores.
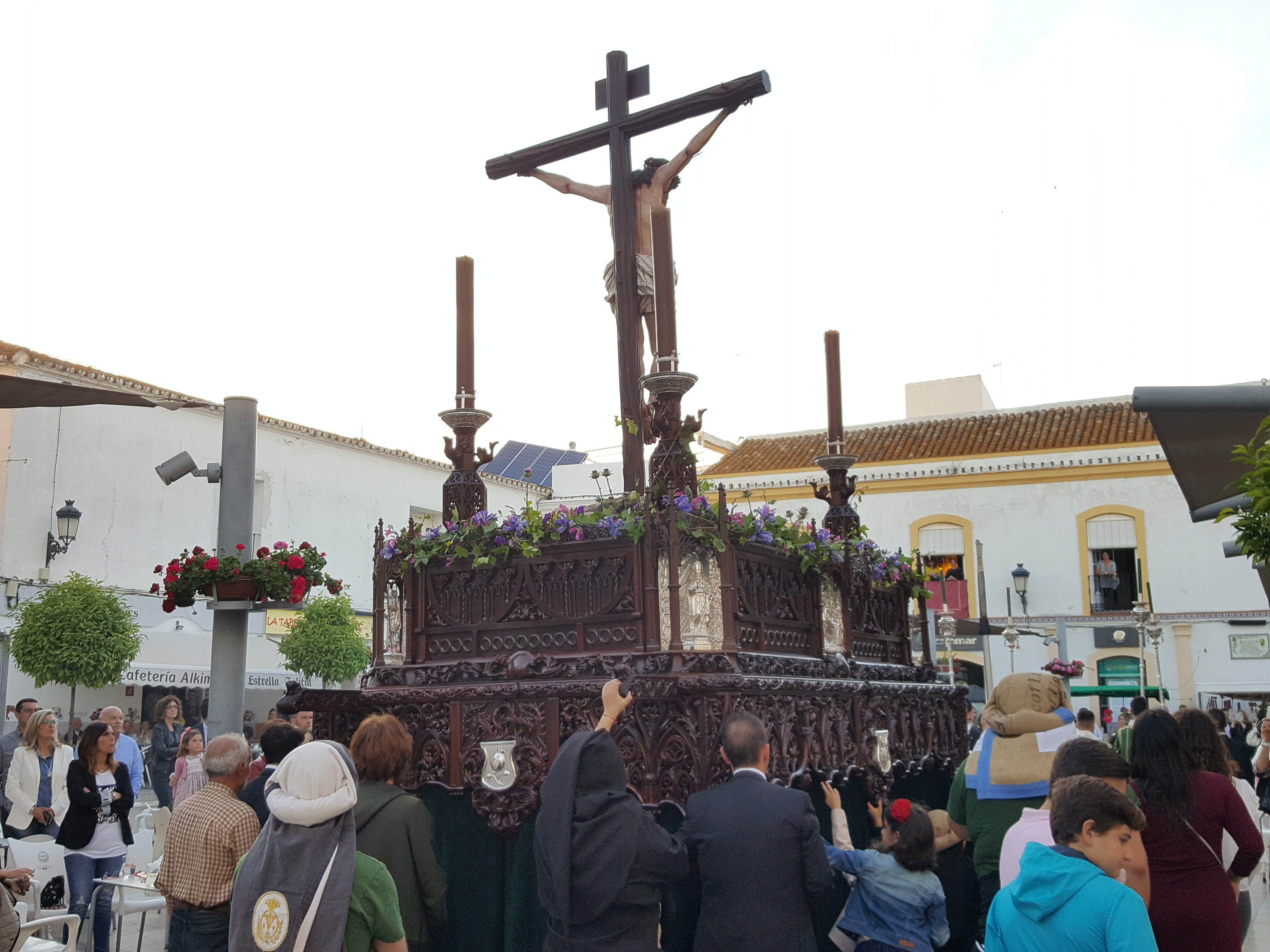
Hdad. Vera Cruz. Paso Vera-Cruz.
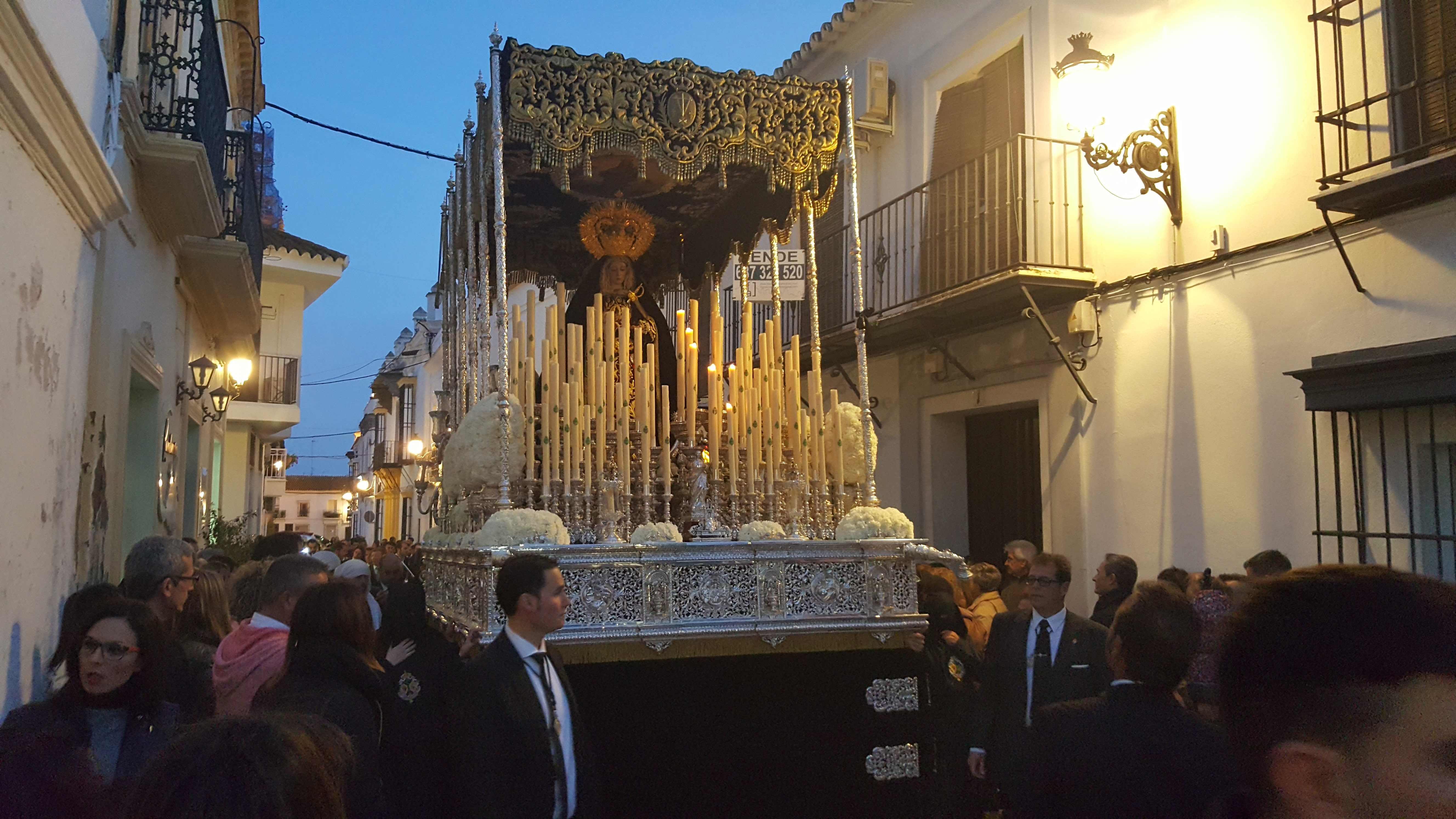
Hdad. Vera Cruz. Palio V. Soledad.
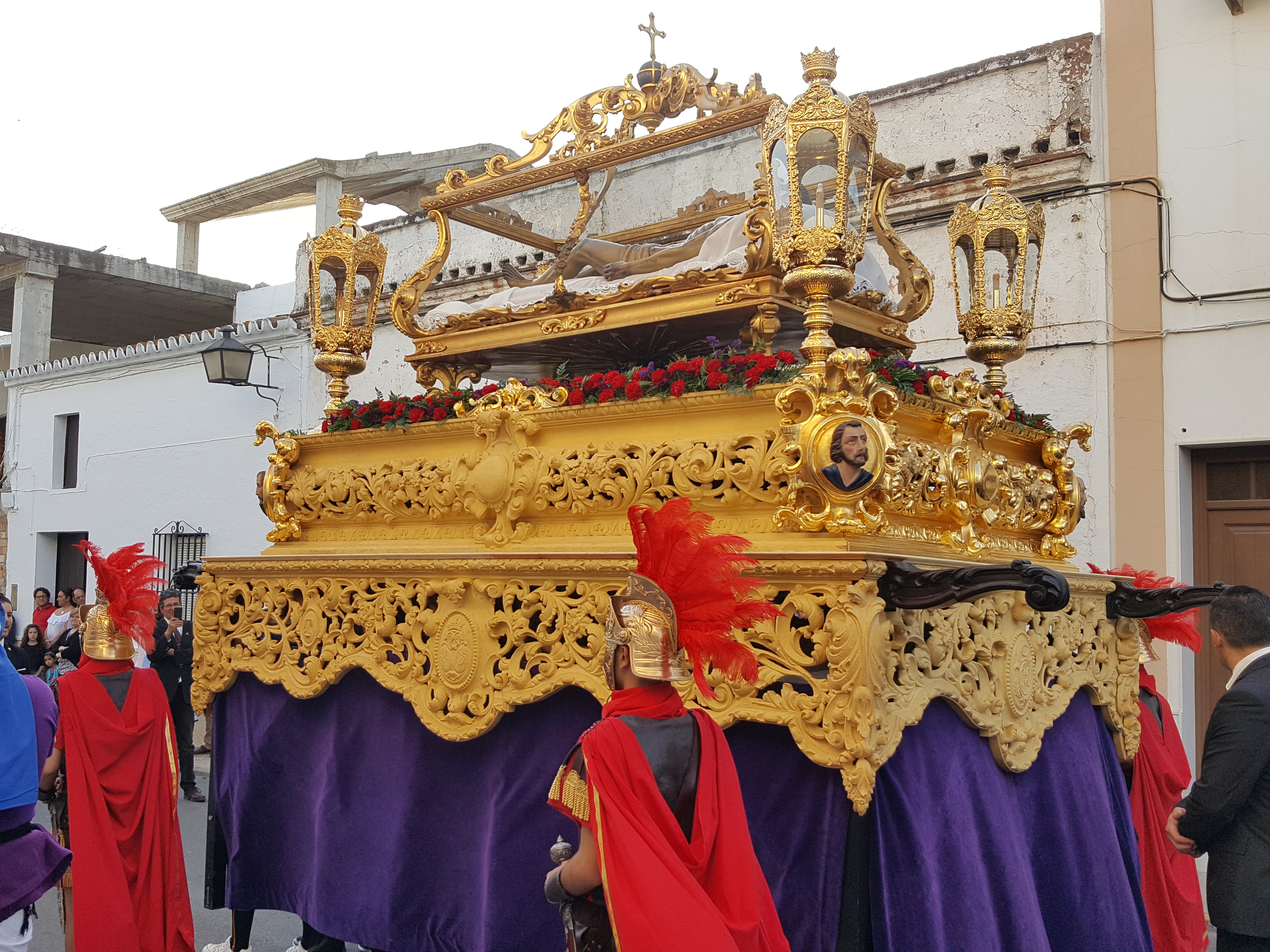
Hdad. Santo Entierro. Paso Urna.
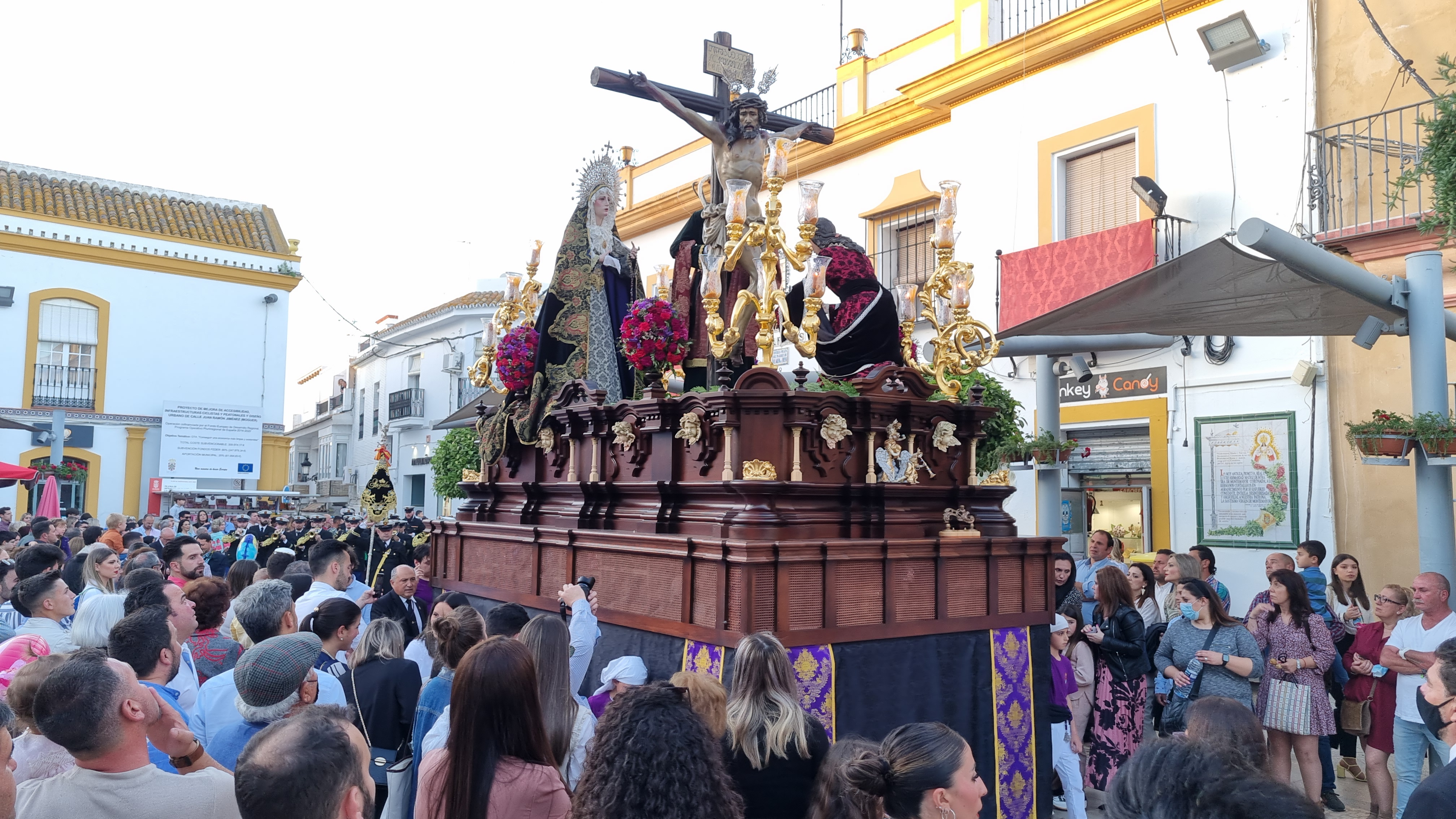
Hdad. Santo Entierro. Paso Cristo de la Paz Eterna.
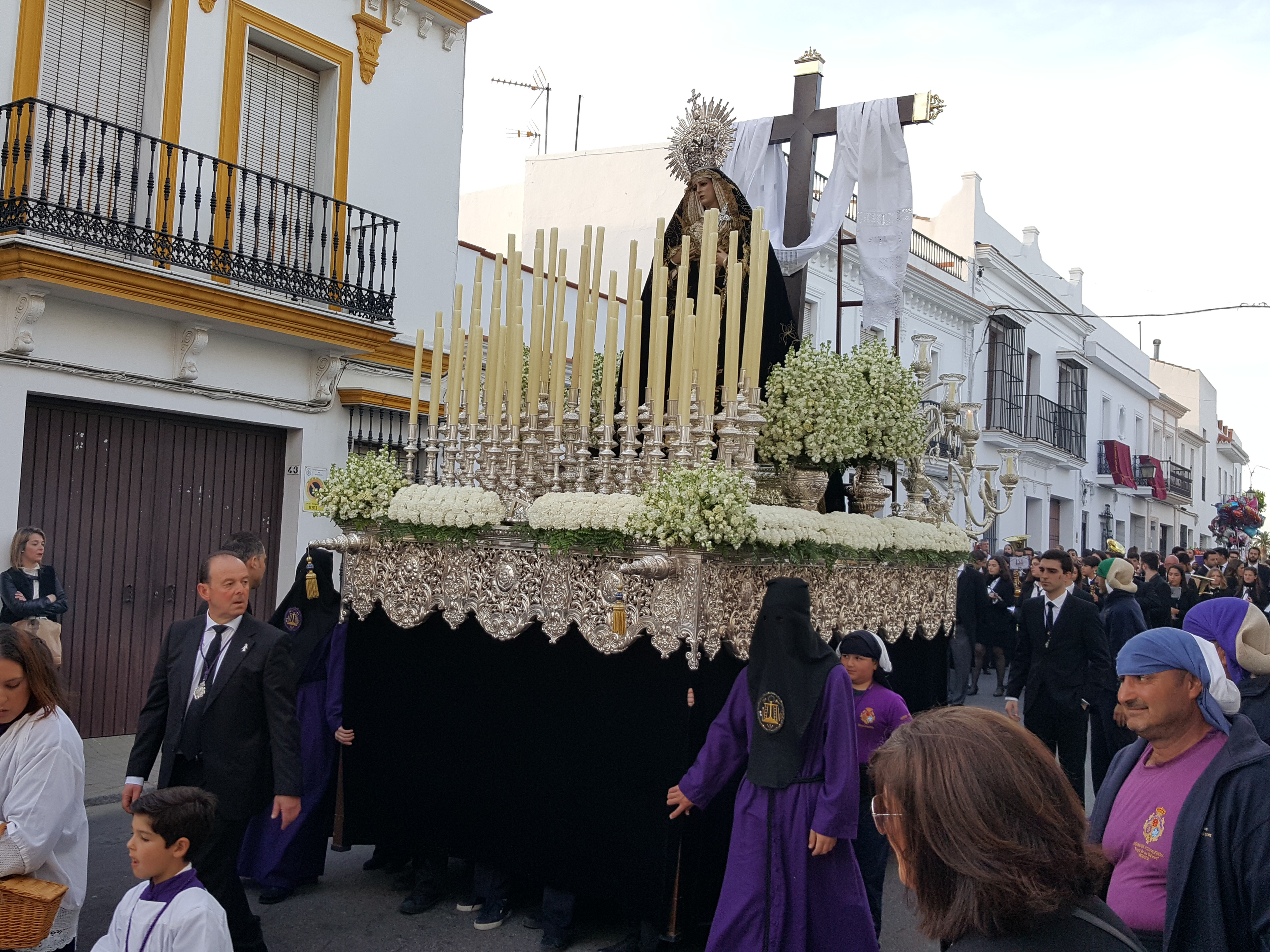
Hdad. Santo Entierro. Palio Virgen Encarnación